# Baile folclórico de México

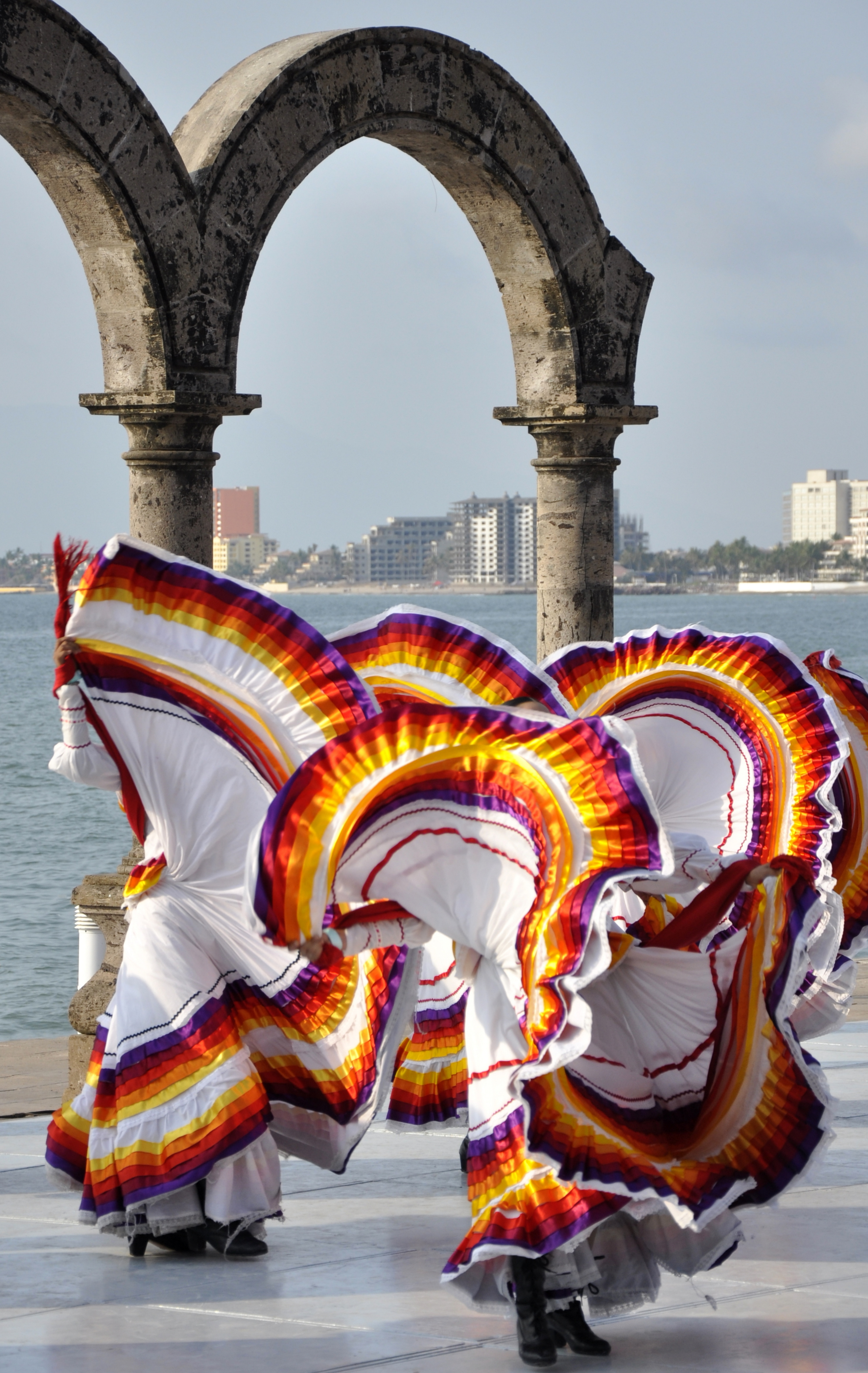
Baile del Jarabe Tapatío en Puerto Vallarta

La danza folclórica de México, cubre una amplia gama de formas de danza que se desarrollaron a partir de la conquista española del imperio azteca hasta alrededor de 1750. Estas formas de baile provienen de herencias, indígenas, europeas y hasta cierto punto, africanas del país. Mientras que la danza ha sido una parte importante de la historia pre hispana del país americano , la mayoría de estas danzas fueron eliminadas, ya sea por la evangelización o modificadas siendo sólo pocas las formas de baile que sobreviven casi intactas. Otros bailes realizados en México incluyen aquellos traídos de Europa por los españoles, con algunos de estos también experimentando cambios. La influencia africana en baile mexicano generalmente se limita a las zonas de Veracruz y la Costa Chica de Guerrero y Oaxaca, donde la población afromexicana del país es prominente. La danza folclórica, a pesar de la modernización y otros esfuerzos sociales, ha sobrevivido e incluso se ha fortalecido desde el período colonial. Una razón para esto es el deseo de México de una identidad nacional, por primera vez después de la Guerra de Independencia de México y de nuevo después de la Revolución Mexicana. Estas oleadas de popularidad sirvieron para elevar una serie de danzas a la prominencia nacional e incluso internacional, como el Jarabe Tapatío o la danza del sombrero. Sin embargo, los esfuerzos para preservar y reconocer la diversidad étnica de México, sobre todo desde finales del siglo XX, han incluido la preservación de muchos bailes locales y regionales del mundo

## Historia

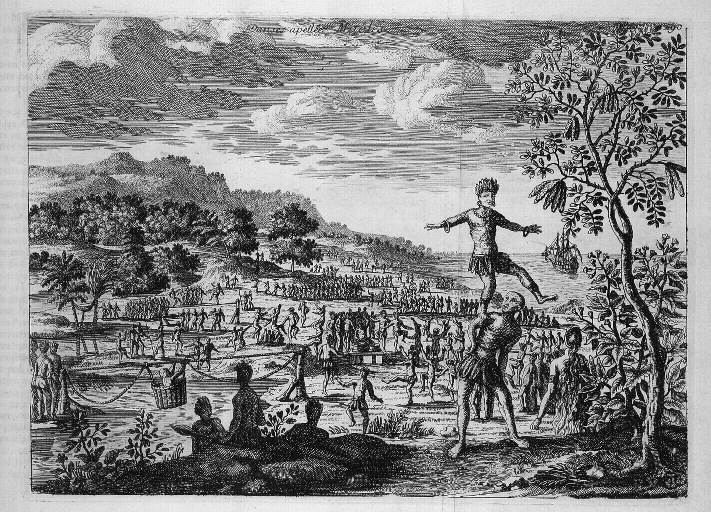
Representación de la danza indígena del siglo XIX

La tradición del baile folclórico moderno de México es una mezcla de elementos de su patrimonio indígena y europeo. Antes de la llegada de los españoles, la danza indígena se había desarrollado con fuertes lazos con las prácticas religiosas. Para los aztecas, había dos niveles de la danza, una para la gente común, a menudo relacionada con el ciclo agrícola y la de los élites . Después de la Conquista, los españoles inicialmente trabajaron en erradicar las danzas indígenas, por considerarlas "demasiado paganas" y tuvieron éxito con una serie de formas, especialmente las relacionadas con el sacerdote y las clases dominantes. Sin embargo, no fueron capaces de erradicar las formas más populares, sobre todo en las regiones rurales y más inaccesibles de la Nueva España. En cambio, los evangelizadores trabajaron para adaptar las danzas al cristianismo, dándoles nuevos significados. Por esta razón, la mayoría de estas danzas han sufrido al menos alguna modificación desde la época prehispánica.
La danza evolucionó drásticamente desde 1520 hasta 1750, sobre todo entre los indígenas de clase baja, mestizos y afrodescendientes. Una de las primeras adaptaciones permitía a los indígenas continuar danzas con aspectos religiosos pero en homenaje a la Virgen María u otro personaje católico. Una de las primeras áreas para comenzar la innovación fue Tlaxcala, donde danzas de revivir la Conquista pueden ser ser encontradas. Además, se han introducido una serie de bailes europeos, música e instrumentos incluyendo Moros y cristianos (un batalla fingida entre moros y cristianos traída a los estados centrales), Los Archos, Las Escadas, Los Machetes, El paloteo, Las Cintas,Los Doce Pares y la danza de los concheros
. Otros bailes europeos como La Zambra, La Zarabanda, La Contradanza, seguidillas, fandangos, huapangos, jotas, boleros, zambras y zapateados. En algunos casos, estas danzas fueron modificadas o dadas enteramente nueva coreografía en México. La mayoría de los bailes tradicionales realizados hoy en día tomaron sus formas durante el período colonial pero no eran firmemente parte de la identidad mexicana hasta después de la Guerra de Independencia de México cuando recibieron su primer aumento en la popularidad. Por ejemplo, la danza del jarabe de Jalisco, se convirtió en una herramienta política para evocar sentimientos de patriotismo y de "libertad". De hecho, esta danza se convirtió íntimamente ligada al movimiento de independencia, haciendo que sea llamada el Jarabe Mexicano. Su popularidad llevó a la participación en otros bailes tradicionales mexicanos, especialmente aquellos bailes al son.

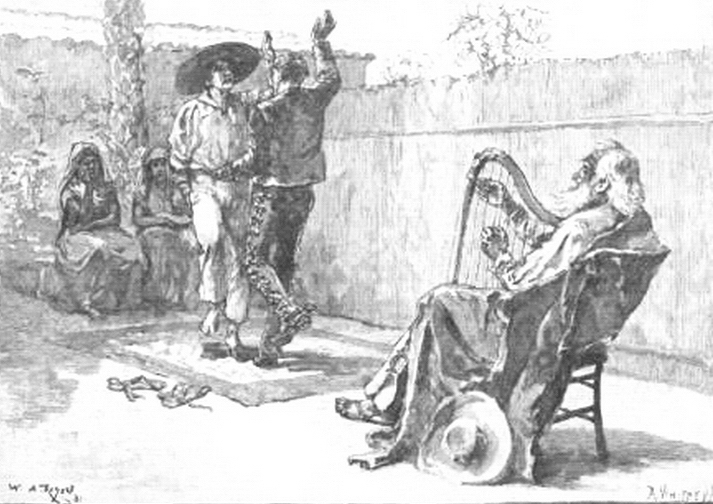
Baile como se muestra en "Mexico, California and Arizona; being a new and revised edition of Old Mexico and her lost provinces" (1900) de William Henry

A pesar de las influencias modernas y extranjeras en la cultura de México en los siglos 19 y 20, las olas de nacionalismo han mantenido gran parte de la tradición del baile folclórico del país vivo hasta la actualidad. La próxima ola de la popularidad se produjo después de la Revolución Mexicana, que también creó nuevas canciones en estilos folclóricos como la todavía popular La Adelita, La Valentina y La Cucaracha. Los años posteriores a la Revolución también despertaron el interés en la herencia indígena de México alejándose del énfasis europeo de la época porfiriana. Esto fue reforzado por los muralistas y otros artistas de la década de 1920 y 1930 cuyas metas políticas iban a forjar una identidad mexicana, rechazando las influencias y la política exterior. En la década de 1930, la popularidad de la danza impulsó la educación y la formación más formal de la misma, con centros educativos en todo México ofreciendo clases, incluyendo el Departamento de Bellas Artes de la Ciudad de México. El interés en el baile folklórico declinó en los años 1950 y 1960, pero el gobierno mexicano siguió subvencionandolo por su valor estético y social. Esto incluyó el apoyo de compañías de baile folclórico o de ballet folclórico, la más famoso de ellas es el Ballet Folklórico de México, fundada por Amalia Hernández en 1952.
Hoy en día, el baile folclórico mexicano tradicional es un elemento definitorio de la cultura popular de México a nivel nacional e internacional. La preservación y promoción de los bailes a nivel nacional han dependido de si son o no vistos como parte de la identidad nacional de México. Es una de las pocas áreas donde las prácticas indígenas son conservadas y promovidas en lugar de ser depreciadas o eliminadas. Una de las razones de esto es el "indigenismo" de las luchas en curso de una serie de comunidades indígenas para resistir las influencias externas en sus culturas y los esfuerzos del gobierno mexicano para asimilarlos para crear una identidad nacional homogénea. Desde la década de 1990, estos esfuerzos se han hecho más de carácter político y han dado lugar a un mayor interés en la preservación de las formas culturales prehispánicas. El gobierno también trabaja para preservar y promover una serie de las formas de baile, con el baile folclórico obligatorio en las escuelas públicas. En septiembre de 2011, 457 personas establecieron un récord Guinness por la actuación del baile folclórico más grande en la Conferencia Internacional del Mariachi y la Charrería en Guadalajara, acompañados por más de 300 músicos de mariachi de México, Argentina, Ecuador, Colombia y los Estados Unidos.
El baile folklórico mexicano ha tenido un impacto importante en la cultura de los Estados Unidos, especialmente en las comunidades mexico-americanas. Esto no sólo ha incluido la preservación de las danzas que existían antes de la guerra mexicano-americana en el suroeste de EE. UU., pero otras danzas, como los concheros, el baile ha emigrado al norte desde la década de 1970.

## Diversidad

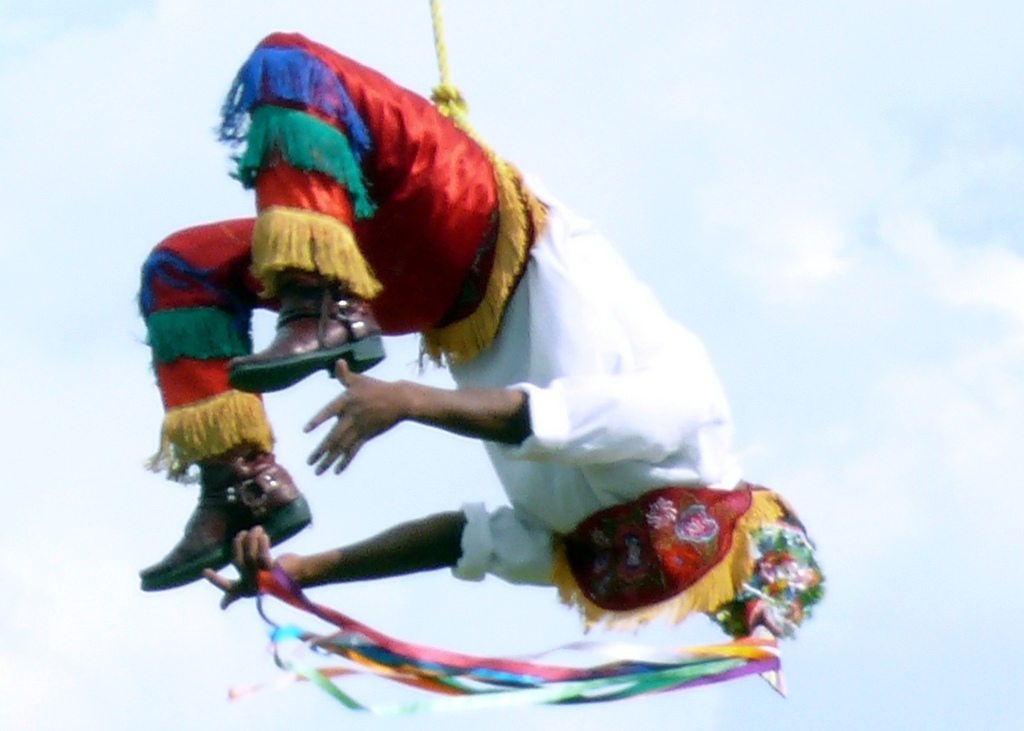
Volador

El baile folclórico mexicano es una síntesis desigual de diferentes tradiciones culturales. Sus raíces históricas es la síntesis de las influencias culturales indígenas, europeas y africanas, pero sigue evolucionando con influencias de la cultura pop moderna. No es un estilo particular, sino más bien una colección de diversas tradiciones regionales y étnicas. Las tradiciones de baile varían ampliamente sobre la extensión de México. En algunas áreas, como el Istmo de Tehuantepec y la Península de Yucatán, los elementos prehispánicos han desaparecido casi por completo. En otros, como Totonacapan (en los estados de Veracruz y Puebla), entre los nahuas de Guerrero y el Estado de México, los huastecos de San Luis Potosí y zonas del noroeste del país, los elementos indígenas se han mantenido con fuerza. Aquellas danzas considerados nativas o indígenas incluyen los Voladores, Danza de Quetzales, y la Danza del Venado. Las danzas que sobreviven relativamente intactas se encuentran en áreas que estaban alejadas de las autoridades coloniales. Sin embargo, su "pureza" es objeto de debate.

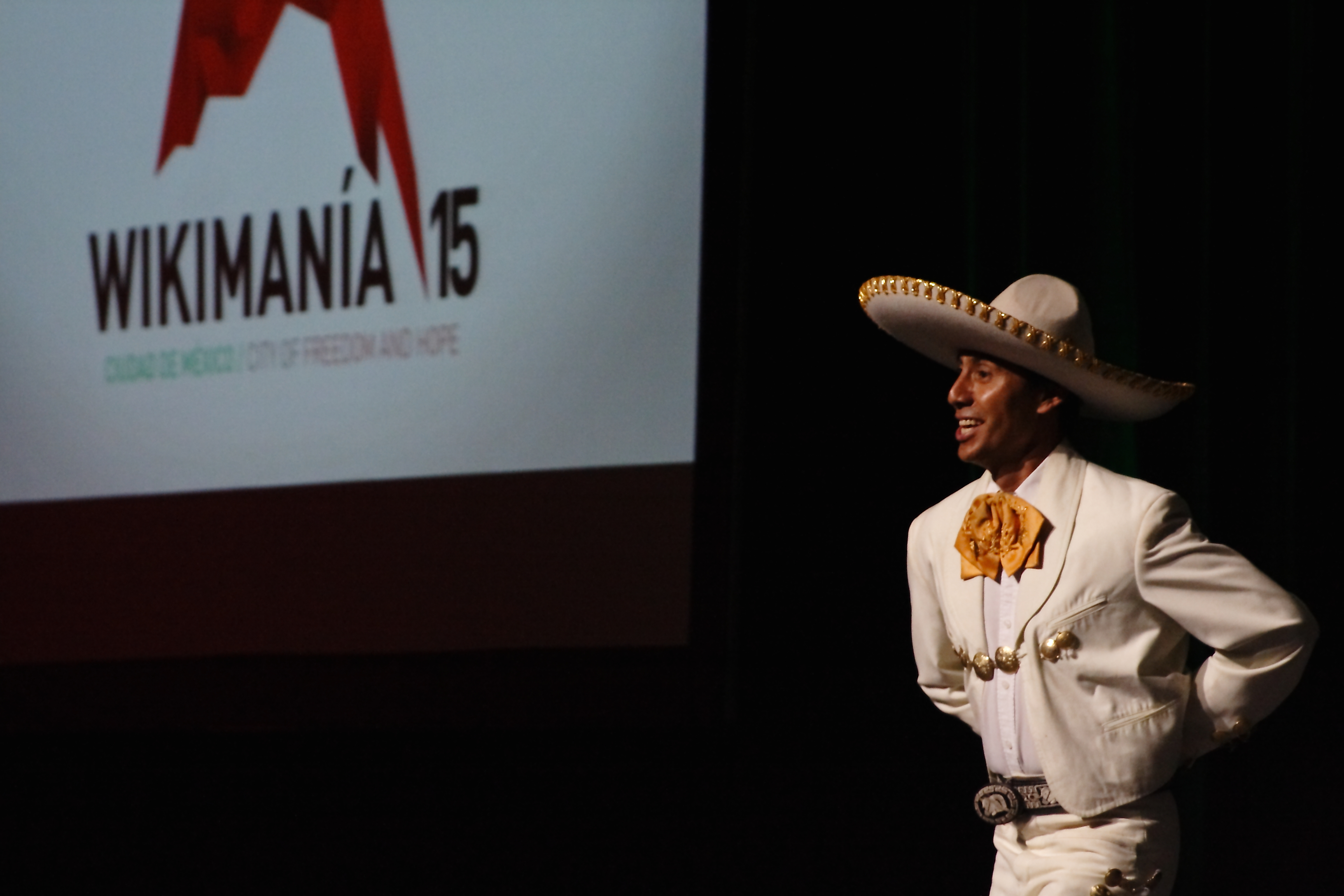
Baile típico mexicano.

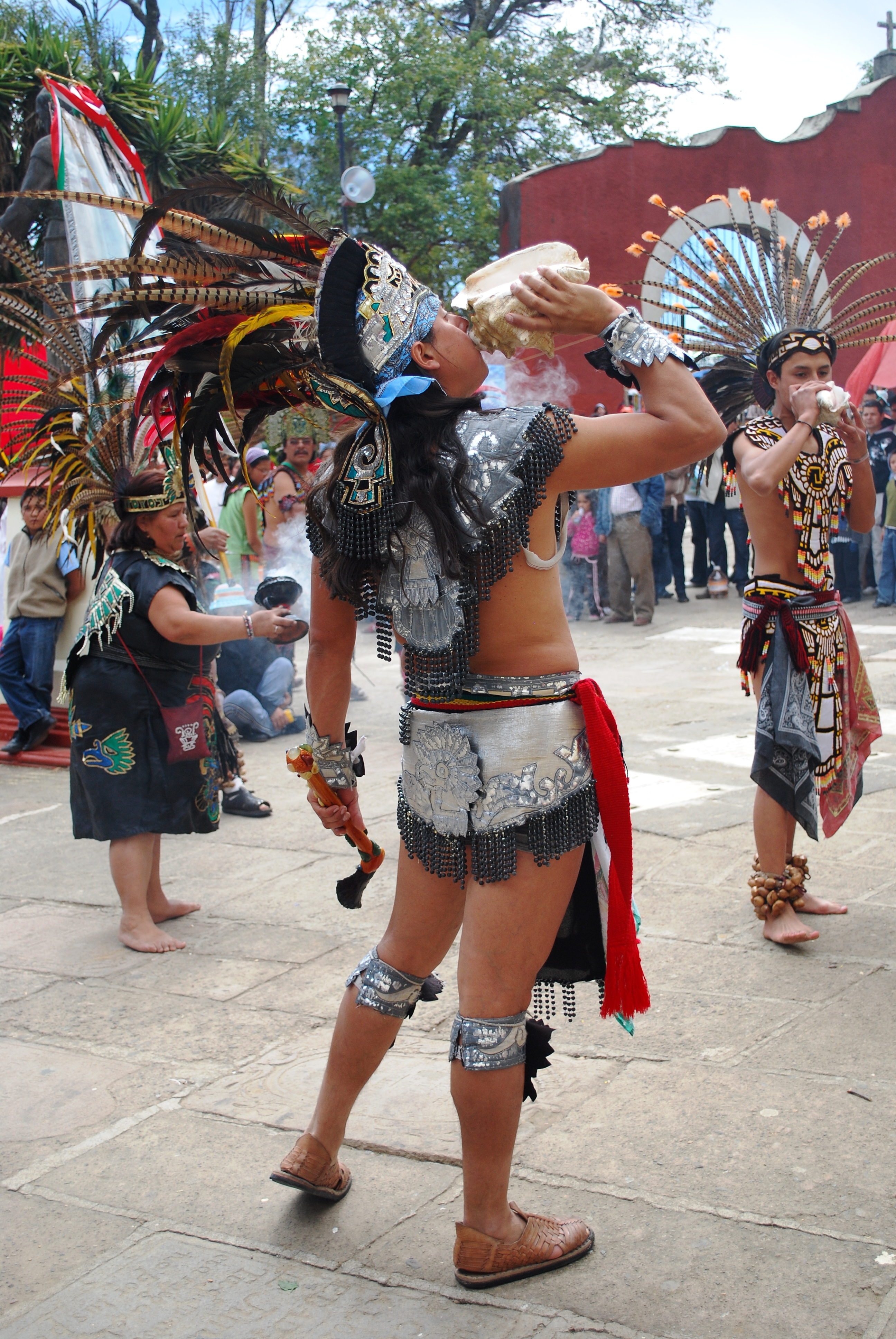
Conchero soplando una concha en Amecameca.

La mayor parte de los bailes antiguos se han modificado de varias maneras, aunque la mayoría de éstos son superficiales con los movimientos básicos que permanecen intactos desde la época prehispánica. El aspecto que cambia mayormente ha sido el vestuario. Los materiales utilizados para producir la ropa de danza, adaptándose a los nuevos materiales y la pérdida de los antiguos. El uso de pieles y plumas es la más antigua de las tradiciones vestuario, pero hoy en día los trajes pueden ser hecho de telas sintéticas y otros elementos modernos. Una sustitución común es el uso de espejos en el vestuario para sustituir piedras pulidas.
Los instrumentos utilizados para acompañar a los danzantes han cambiado para incluir a los de Europa, pero los prehispánicos, especialmente de tambores y flautas, todavía se utilizan. Sin embargo, como muchos bailes siguen ligados a eventos religiosos, el saber tocar las canciones tradicionales y bailar las danzas tradicionales todavía da a los danzantes y músicos estatura social, ya que son guardianes de la tradición y se espera que los pasen a la siguiente generación.
La danza tradicional generalmente incluye la historia o la cosmología de las personas que lo realizan, y es una parte de la cohesión social de ese grupo. Mientras que varía ampliamente, muchos bailes populares en México comparten algunos elementos comunes. Los animales que aparecen en estas danzas son generalmente los que eran religiosamente significativos para los indígenas prehispánicos. Estos animales incluyen ciervos, serpientes, águilas y jaguares. Después de la Conquista, danzantes añadieron otros animales como los caballos, toros y gallos. Las máscaras se utilizan de diversas maneras en la danza mexicana. Pueden ser utilizadas para "transformar" el danzante en un personaje, ya sea metafórica o religiosamente, que puede ser utilizado para ocultar la identidad del danzante de festivales como Carnavales para permitir travesuras o que puede ser utilizada para el comentario social, por ejemplo, un campesino que llevaba una máscara y ropa de estilo militar para protestar por la policía corrupta. El uso de espejos en el vestuario es para representar la fuerza vital del sol como su luz se refleja cuando los bailarines se mueven.

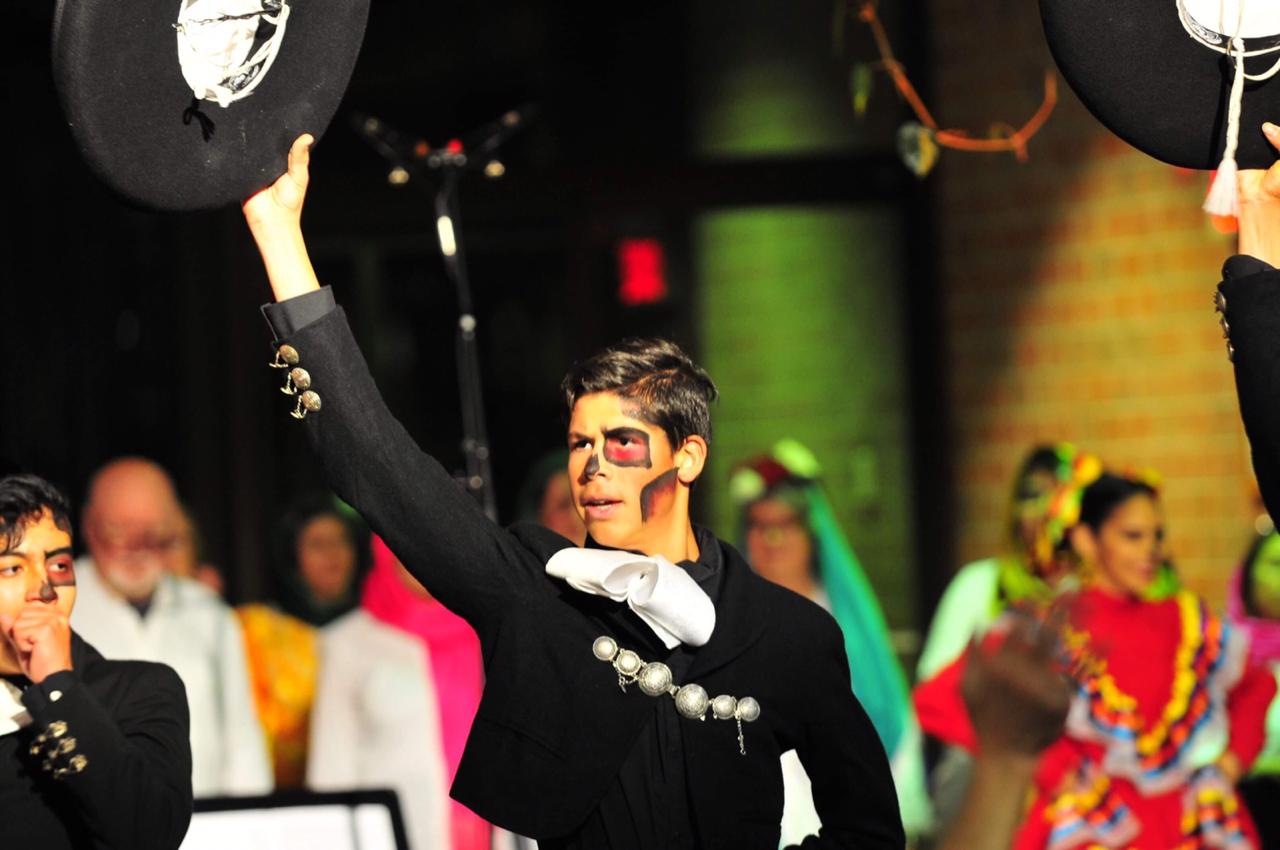
Traje típico del estado de Jalisco, mostrado por un miembro del Ballet Folklórico Aztlán en Gatineau, Provincia de Quebec, Canadá.

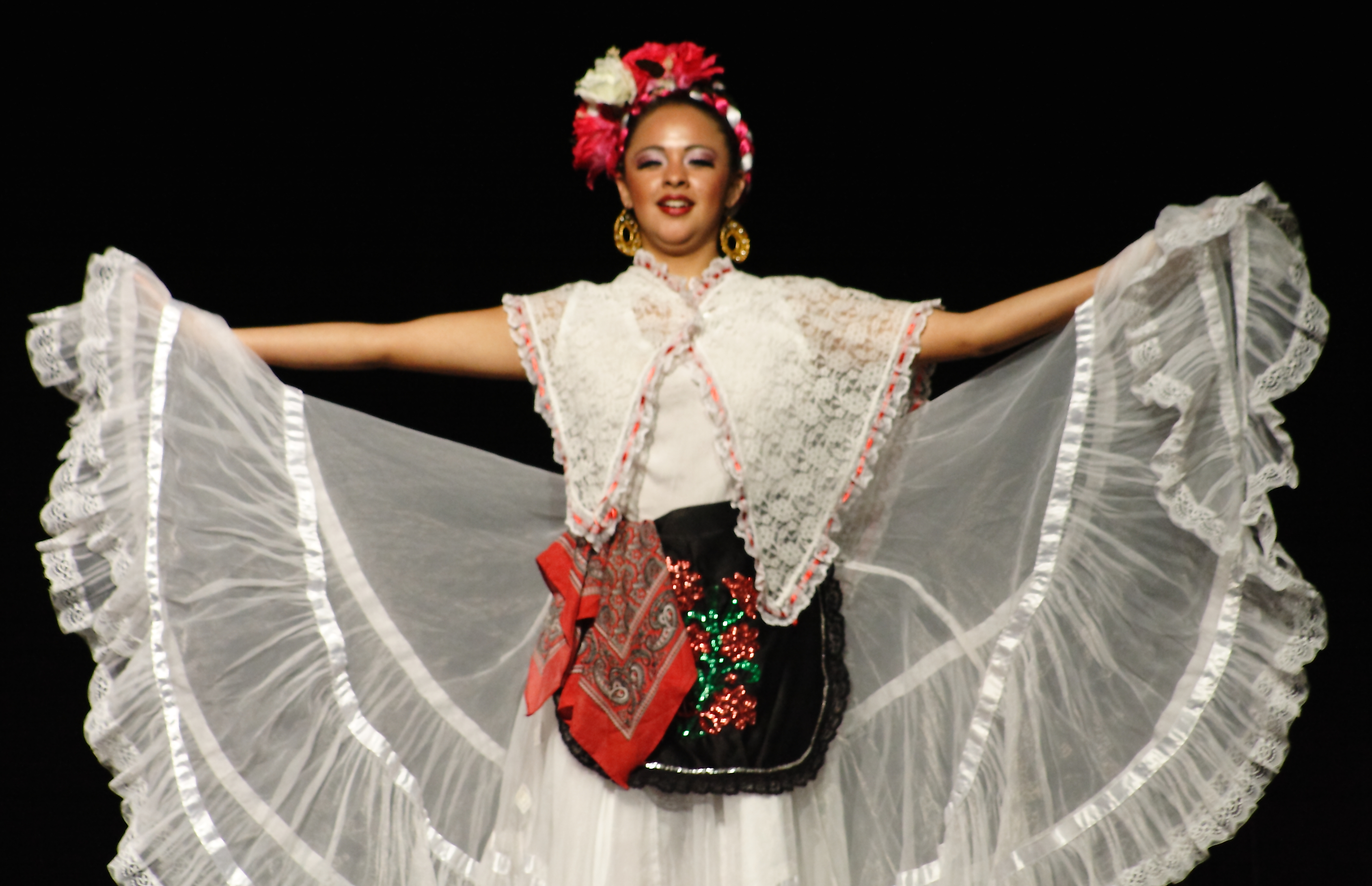
Mujer haciendo baile típico del estado de Veracruz, México.

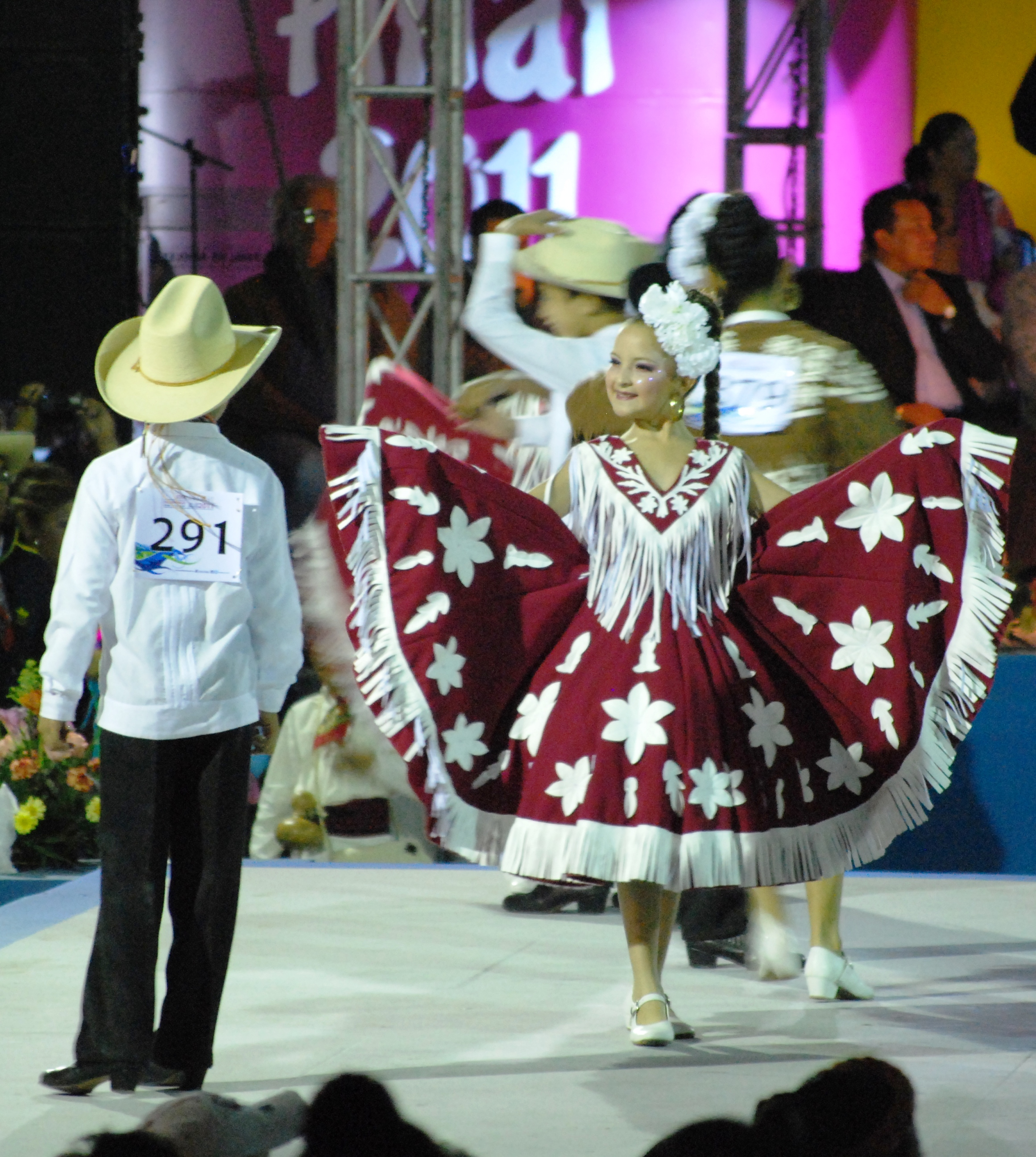
Baile Huapango

La mayor parte de las danzas tradicionales mexicanas muestran la herencia indígena o europea, pero hay algunas que muestran el pasado africano del país, especialmente en Veracruz y la región de la Costa Chica de Guerrero y Oaxaca. Al igual que las danzas indígenas, las de origen africano implican a menudo el uso de máscaras, trajes y otros accesorios que llevan varios significados con las propias danzas que funcionan como una forma de cohesión social. En Veracruz, los bailes "africanos" más conocidos incluyen Los Negritos, junto con varios huapangos y sones. En la Costa Chica, la más conocida de estas danzas son los Diablos, las Tortugas y Toro de Petate.
En general, el baile folclórico es popular y bien apoyado por diversos esfuerzos del gobierno, pero no todos en la misma medida. Los que se consideren representativos del país y populares fuera de su región de origen, como el jarocho o el jarabe reciben apoyo regional y federal. Los que no tienen ese tipo de popularidad se realizan en su mayoría en los eventos religiosos locales y regionales. Mientras que tanto apoyo se orienta a preservar las formas de baile, las formas de arte fuera de México aún tienen influencia. La danza tradicional se enseña junto al baile más moderno, como la salsa, el merengue y hip hop en varias escuelas y centros culturales en todo el país con algún efecto cruzado.

## Ballet Folklórico de México

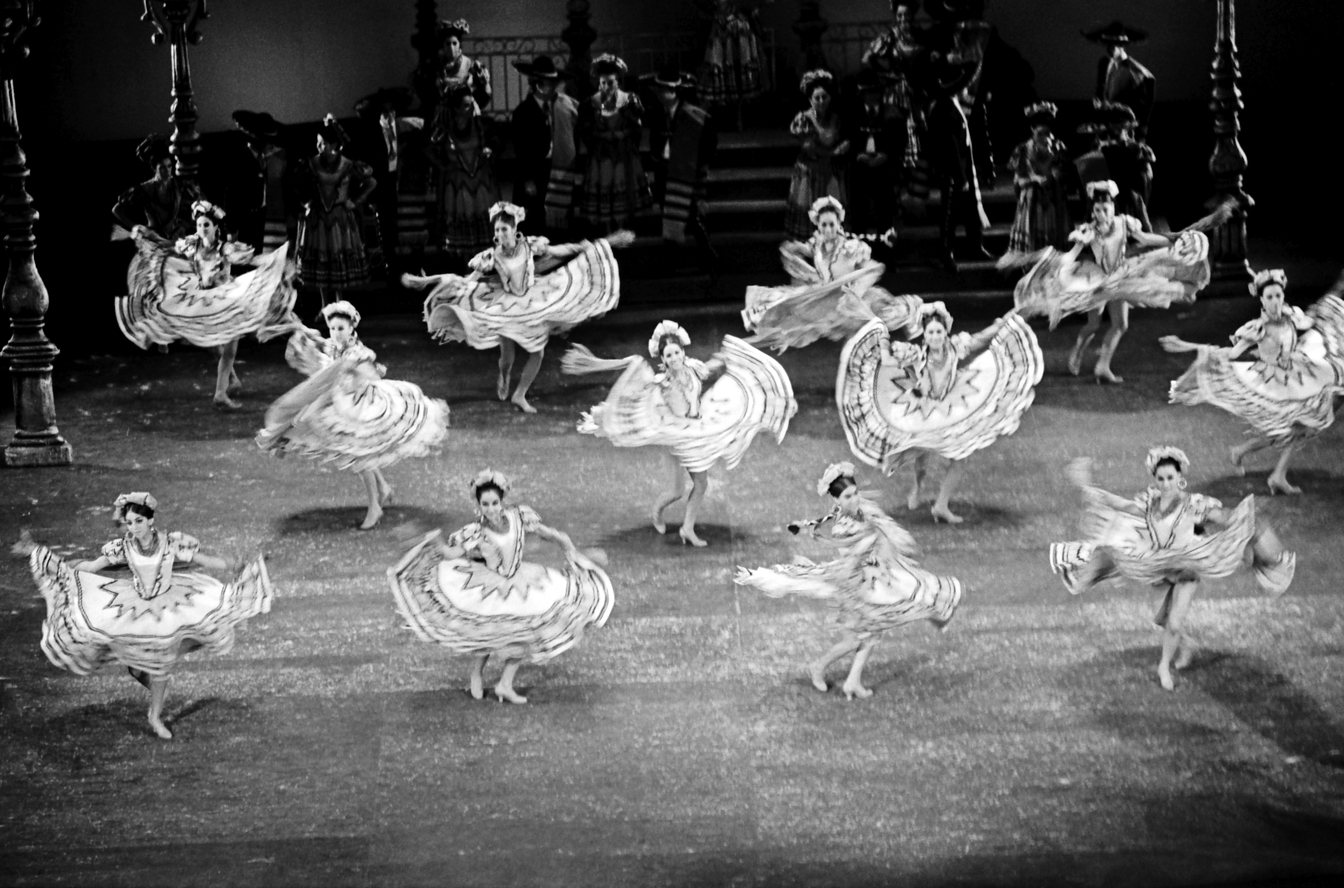
Ballet Folkorico de México 1970

El grupo de baile folclórico más conocido de México es el Ballet Folklórico de México, que fue fundado por la bailarina Amalia Hernández en 1952. El grupo se compone de cuarenta bailarines, una banda de mariachis y otros dieciséis músicos. Contando el personal de apoyo, tales como vestuario lo malo que no tenemos como son estas cosas y escenógrafos, la organización implica a más de 600 personas. El grupo comenzó con ocho bailarines con actuaciones esporádicas hasta que fueron invitados a actuar en la televisión para un programa llamado Función de Gala. Desde 1959, se ha presentado de forma regular en el Palacio de Bellas Artes, en la Ciudad de México. Fue oficialmente renombrado como "Ballet Folklórico Nacional de México" en 1960, y en 1970 fue nombrada la compañía de baile folclórico oficial de México.
Amalia Hernández se ha convertido en una embajadora cultural de México a través de su trabajo con el grupo de baile hasta su muerte en 2000 a la edad de 84 años. Hoy, su nieto Salvador López es el director del grupo. El repertorio mantiene los bailes tradicionales, aunque algo actualizados con la coreografía de López. Los bailes incluyen el jarabe tapatío, la Danza del Venado y los concheros. También cuenta con "nuevos" bailes como Adelitas, que honra a las mujeres de la Revolución Mexicana. El grupo ha actuado más de 15.000 veces en sesenta condados y 300 ciudades de Europa, Asia y América Latina. Tiene una media de 250 actuaciones por año.

## Bailes más importantes de su tradición

### Bailes en el centro de México

Conchero en Ixcateopan de Cuauhtémoc

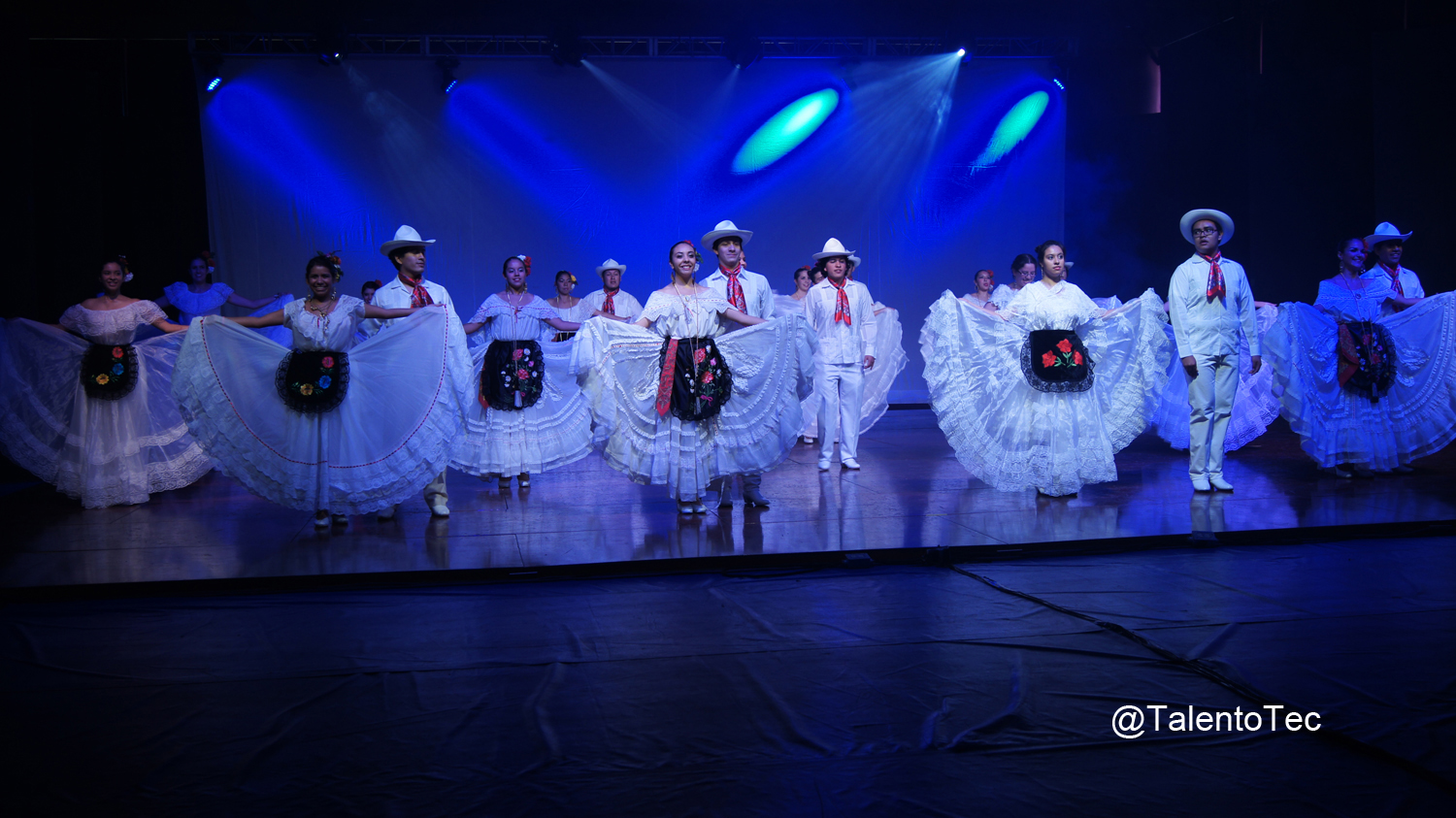
Baile de Veracruz actuado en el Instituto Tecnológico y de Estudios Superiores de Monterrey, Campus Ciudad de México.

La danza de los concheros es también conocida como apaches, indios y chichimecas. Se trata de una danza ritual que probablemente se desarrolló después de 1522 como un medio para preservar algunos elementos de la cultura pre hispana. Los miembros de estos grupos de danza son parte de las sociedades formales y a diferencia de algunos otros grupos admiten mujeres. Estos grupos actúan en el festival anual en su mayoría en honor de los santos patronos sobre todo en la Villa de Guadalupe, Amecameca, Chalma y Los Remedios. Estos están ubicados al norte, este, sur y oeste de la Ciudad de México, un remanente de la importancia de los puntos cardinales para los pueblos indígenas. Los bailarines se visten con el atuendo de estilo indígena que puede incluir taparrabos, penachos, pintura corporal y más. Son acompañados por tambores indígenas, flautas y laúdes pequeñas hechas de piel de armadillo (que muestran la influencia europea). El simbolismo y la mayoría de los pasos son indígenas.
La Danza de los voladores es una danza/ceremonia/ritual todavía realizado hoy en México, mejor conocido en la zona del norte de Totonacapan Veracruz y los estados del norte de Puebla. Se cree que se originó con los pueblos nahuas, otomíes y huastecos en el centro de México, y luego se extendió por la mayor parte de Mesoamérica. El ritual consiste en la danza y la escalada de un poste de 30 metros de los cuales cuatro de los cinco participantes luego se lanzan atados con cuerdas para descender a la tierra. El quinto queda en la parte superior del poste, bailando y tocando una flauta y tambor. La ceremonia fue nombrado Patrimonio Cultural Inmaterial por la UNESCO con el fin de ayudar al ritual a sobrevivir en el mundo moderno.

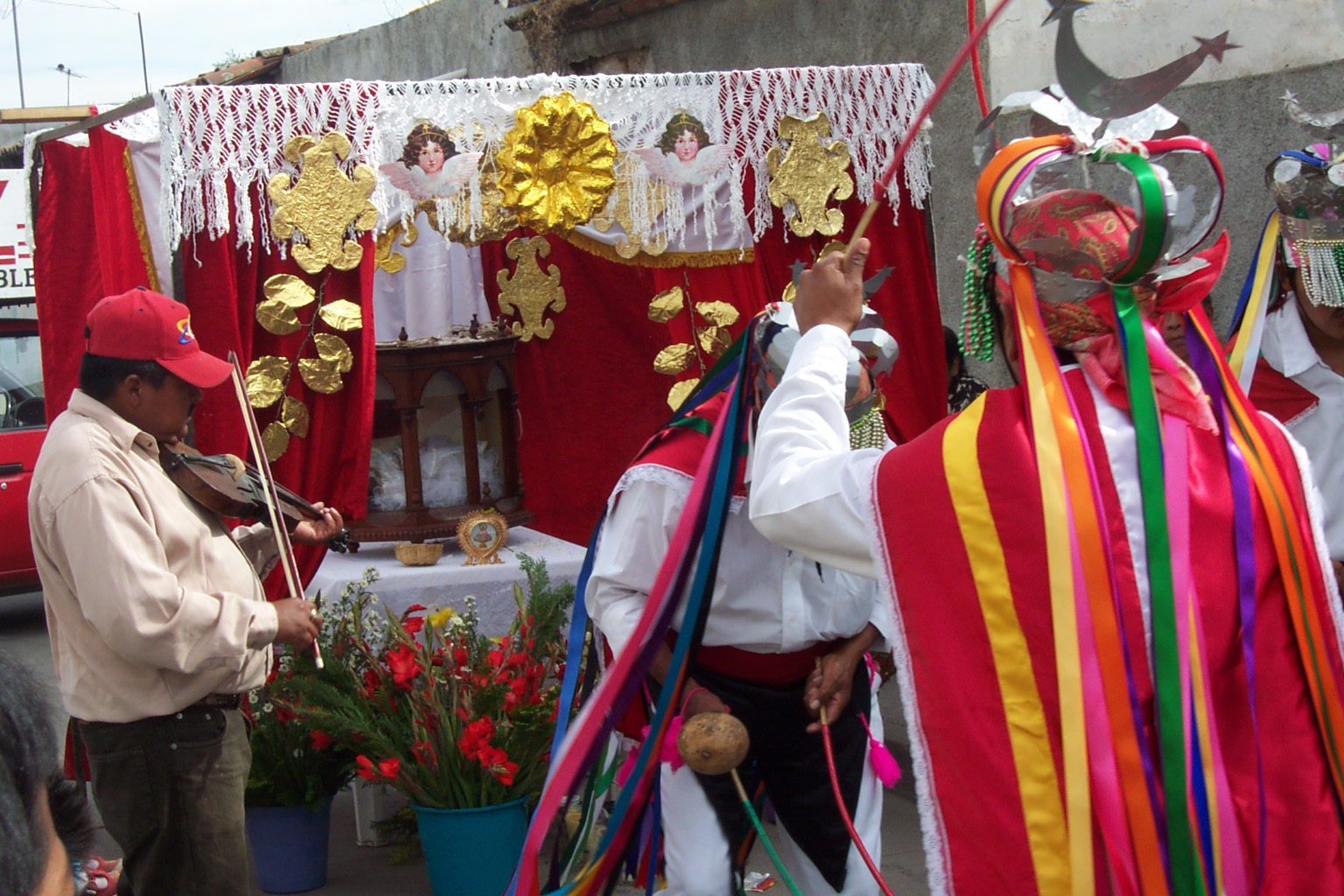
Escena de la actuación de Moros y cristianos

Moros y cristianos no es de origen indígena. Fue introducido por los monjes en el siglo XVI y una práctica generalizada en el centro de México, sobre todo Michoacán. Los bailarines forman dos grupos para representar a los dos grupos religiosos, cada uno con máscaras y capas con los moros marcados por una luna creciente y los cristianos con una cruz. Los otros elementos de la vestimenta varían ampliamente con algunas versiones que tienen los cristianos vestidos de charros. Esta danza es parte de una ceremonia más grande que puede durar hasta dos días y consiste en batallas y negociaciones simuladas, así como de danza. Las voces de los participantes en general, cantan y hablan con una voz de tono alto o falsete. Santiagos lleva el nombre del santo patrón de España, San Santiago. Es un baile de origen español similar a Moros y cristianos, excepto que el Santo es el personaje principal. A veces el personaje se mueve sobre un caballo de verdad o el disfraz puede contener un marco de un caballo.
La Conquista, a veces llamado Los Marqueses cuenta la historia de la conquista española del Imperio Azteca. Hay danzantes que representan a los principales protagonistas, incluyendo a Hernán Cortés, La Malinche y Moctezuma. Varias versiones incluyen otros personajes. Los que representan a los soldados españoles llevan arcabuces y suelen llevar ropa moderna. Los que representan los indígenas visten plumas y llevan arcos y flechas con frecuencia con los vestidos de guerreros de rango águila y jaguar. Todos los bailarines usan máscaras. La danza representa las batallas entre los dos grupos que terminan ya sea con la muerte de Moctezuma o con el bautismo de los indígenas. Esta es una danza ampliamente realizada sobre todo en Michoacán y Jalisco.

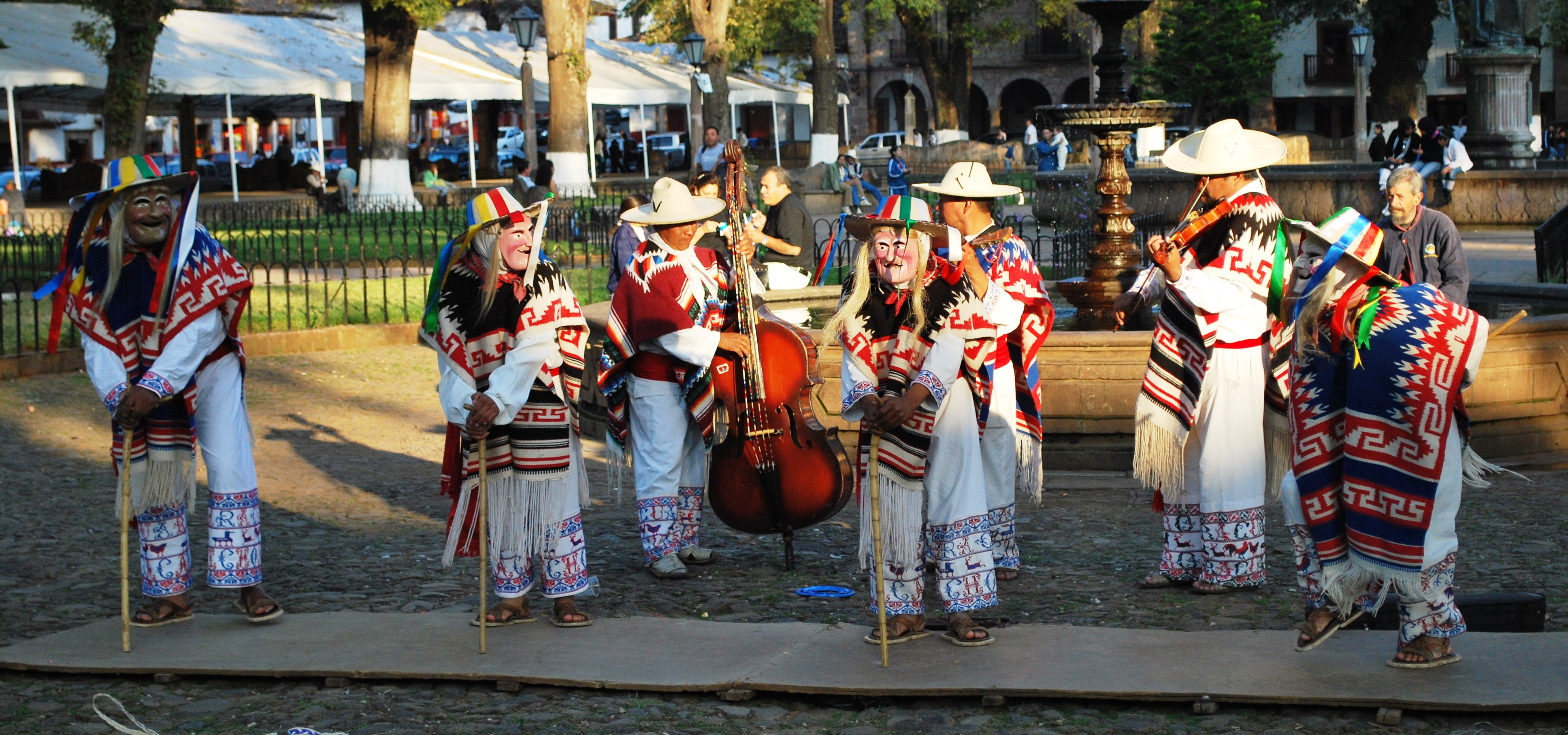
Danza de los Viejitos en Pátzcuaro

La Danza de los Viejitos se realiza en Michoacán, sobre todo en la zona del Lago de Pátzcuaro. La danza como se conoce hoy en día fue creada por Gervasio López a mediados del siglo XX, que tenía una pasión por la tradicional música folclórica y bailes de esta región. Aunque la danza es "nueva", se basa en ritmos y pasos antiguos y es acompañada por instrumentos tradicionales. Los bailarines imitan básicamente ancianos, vestidos con ropa tradicional indígena y llevando bastones. Los bailarines usan zapatos con suela de madera para acentuar el ruido producido mientras pisotean. Aunque es un baile regional, se ha realizado en el extranjero en los Estados Unidos y Europa.
La Danza de Quetzales se lleva a cabo en Puebla. La Danza Huehues se originó en Tlaxcala y es similar a la danza Quetzales. El penacho es más pequeño y menos ostentoso.

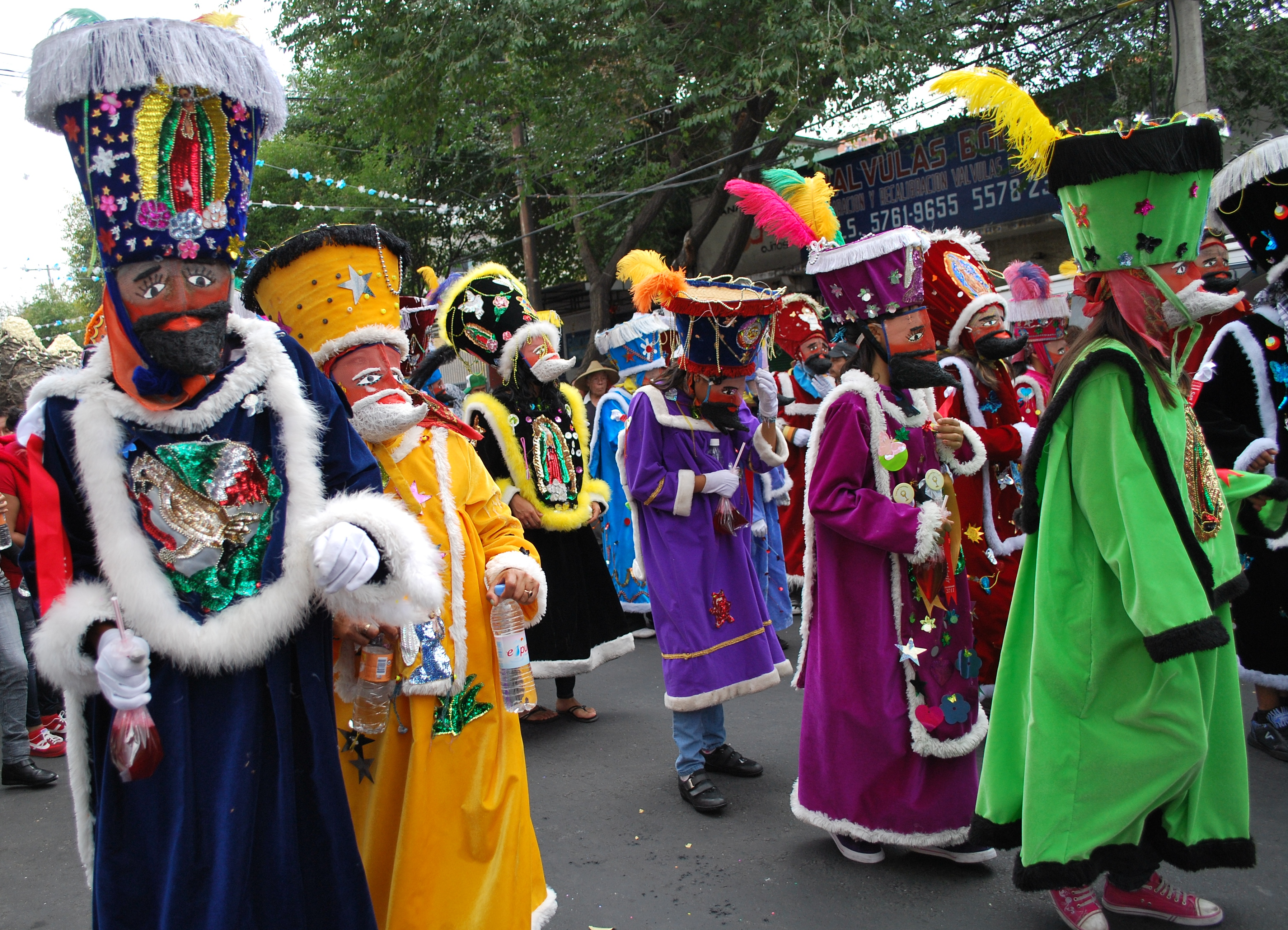
Chinelos en Colonia Doctores, Ciudad de México

La danza de los Chinelos se deriva de las celebraciones del carnaval en lo que ahora es el centro sur de la Ciudad de México, Morelos y el Estado de México. Desde fiestas de Carnaval permiten el uso de máscaras para el anonimato y comportamientos que normalmente no son tolerados, una tradición que surgió de los indígenas para burlarse de la élite española y su forma de vestir a través de la danza. La palabra "chinelos" se deriva de la palabra náhuatl zineloquie, que significa "disfrazado". Los danzantes Chinelos usan máscaras imitando la piel blanca y la barba del español junto con un vestido elaborado y guantes. Son los danzantes de carnaval más conocidos en México y en Morelos tienen la mayoría de los grupos. Los danzantes Chinelo ahora son un símbolo del estado de Morelos, con la tradición cada vez mayor con más ciudades teniendo grupos de danza y es posible ver grupos bailando en momentos diferentes a Carnavales. Incluso es posible contratar a danzantes Chinelos para ocasiones especiales.
Ocho Vicios implica varios danzantes que representan a los ocho vicios, así como un ángel, un demonio, un médico y un sacerdote. Implica una serie de movimientos y un texto hablado. Es similar a un baile llamado Siete Pecados. La Danza de los Tres Poderes es un cuento moral similar a los Siete Pecados y Ocho vicios, que fue introducida por los evangelizadores a los indígenas. Los principales protagonistas son el Arcángel Miguel, el diablo y la personificación de la muerte.

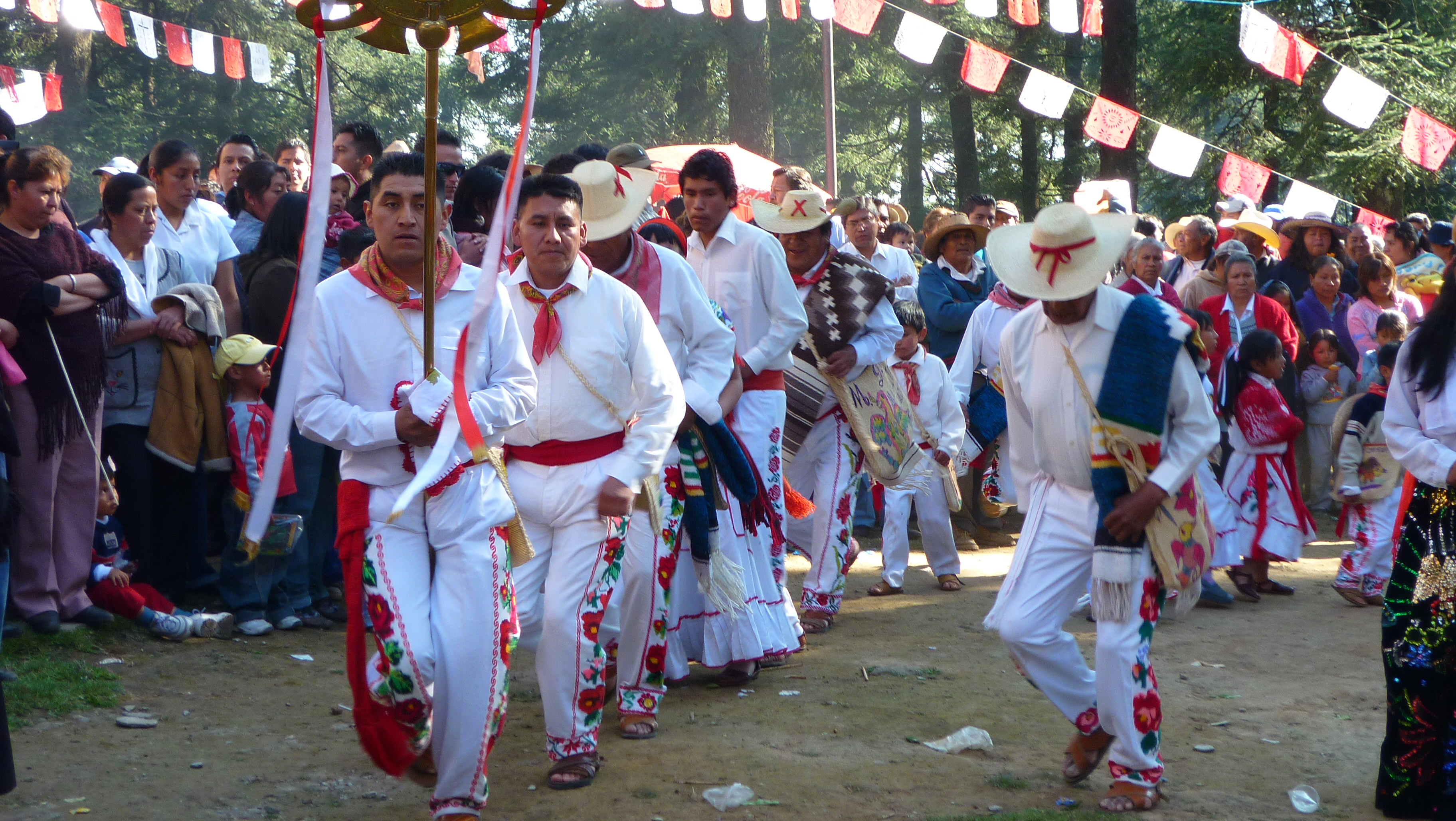
Arrieros

Segadores contiene varias personajes, que incluye el "capitán" que paga a sus trabajadores con el dinero de la Revolución mexicana llamada "bilimbiques", trabajadores que se convierten en perezosos y una mujer que tiende una tienda, pero en realidad es un hombre. Esta danza se realiza en algunas pequeñas comunidades en el Estado de México.
Acatlaxquis es una danza otomí con origen prehispano, pero utiliza una flauta al estilo de panhispánico para el acompañamiento. Los bailarines doblan tallos de caña de azúcar formando una especie de cúpula. Esta danza se realiza con mayor frecuencia en el municipio Pahuatlán, junto con los Voladores.

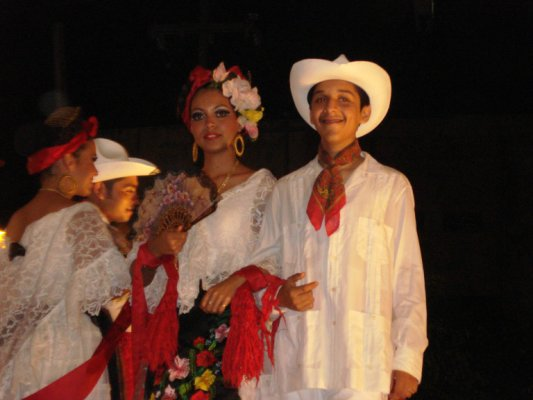
Fandango jarocho

La Danza de los Arcos es hecha por hombres que llevan grandes arcos decorados con flores de papel y danzan en las filas. Sus trajes son de color blanco, con fajas de colores a través del pecho. Se lleva a cabo mayormente en Hidalgo, Estado de México y Puebla.
Arrieros llevan trajes blancos, a veces con pantalones de cuero, y montan burros decorativamente vestidos. Ingresan como una procesión y por lo general termina en una fiesta, que es fundamental para el festival, con cada "arriero" trayendo un platillo para compartir.
Caporales es un baile con hombres vestidos de charros y usabdo un pequeño toro de madera. Es popular en el Estado de México y Guanajuato.
Huehuenches o Huehues es una danza cuyo nombre se deriva del dios Huehuetéotl el dios de la vejez y del Fuego Nuevo. Un baile similar más conocido se llama la Danza de los Viejitos.
Otros bailes del estado de Michoacán incluyen Las Iguiris, Mariposas, Danza de los Tumbis, Paloteros y Pescado Blanco.
Negritos se baila en la región Totonacapan en Veracruz y Puebla.

### Bailes de México

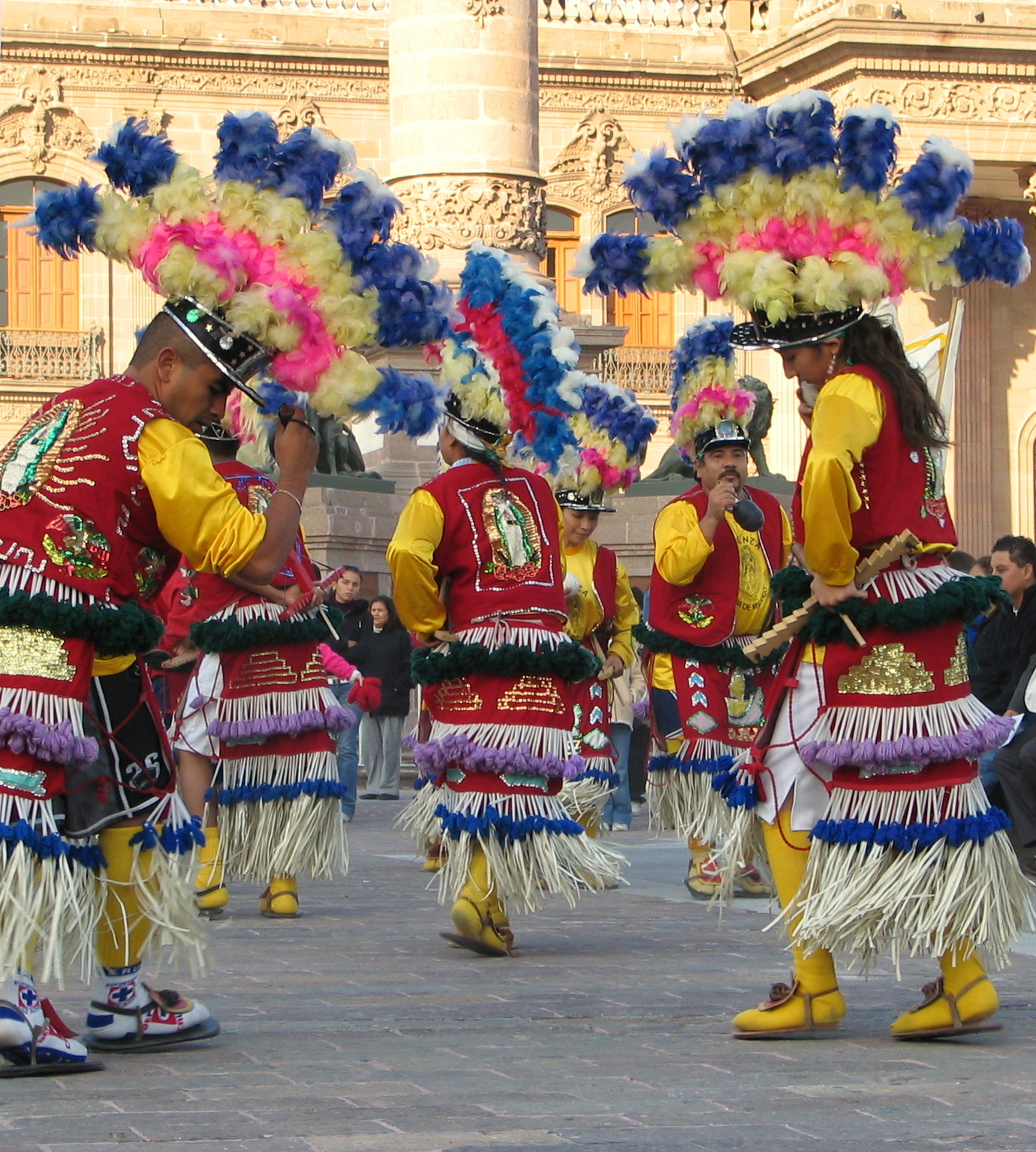
Matlachines actuando en Monterrey.

Matlachines se realiza sobre todo en los estados de Zacatecas y Aguascalientes, pero es popular en varias partes del país, especialmente en el norte. Se compone de danzantes en un traje distintivo que incluye enaguas de colores brillantes, largas túnicas y penachos de plumas. Las túnicas eran hechas originalmente con piel de venado, pero hoy en día se hacen de rayón, pero mantienen la tradicional decoración de patrón de flechas. Los penachos son hechos con plumas de gallina coloreadas que a menudo son los tres colores de la bandera mexicana: verde, blanco y rojo.
Hector Corvera maestro del baile folklórico en Woodlake Ca quiere que sus estudiantes hagan un papel en la región del norte de México donde habla de toda la cultura de esta región.

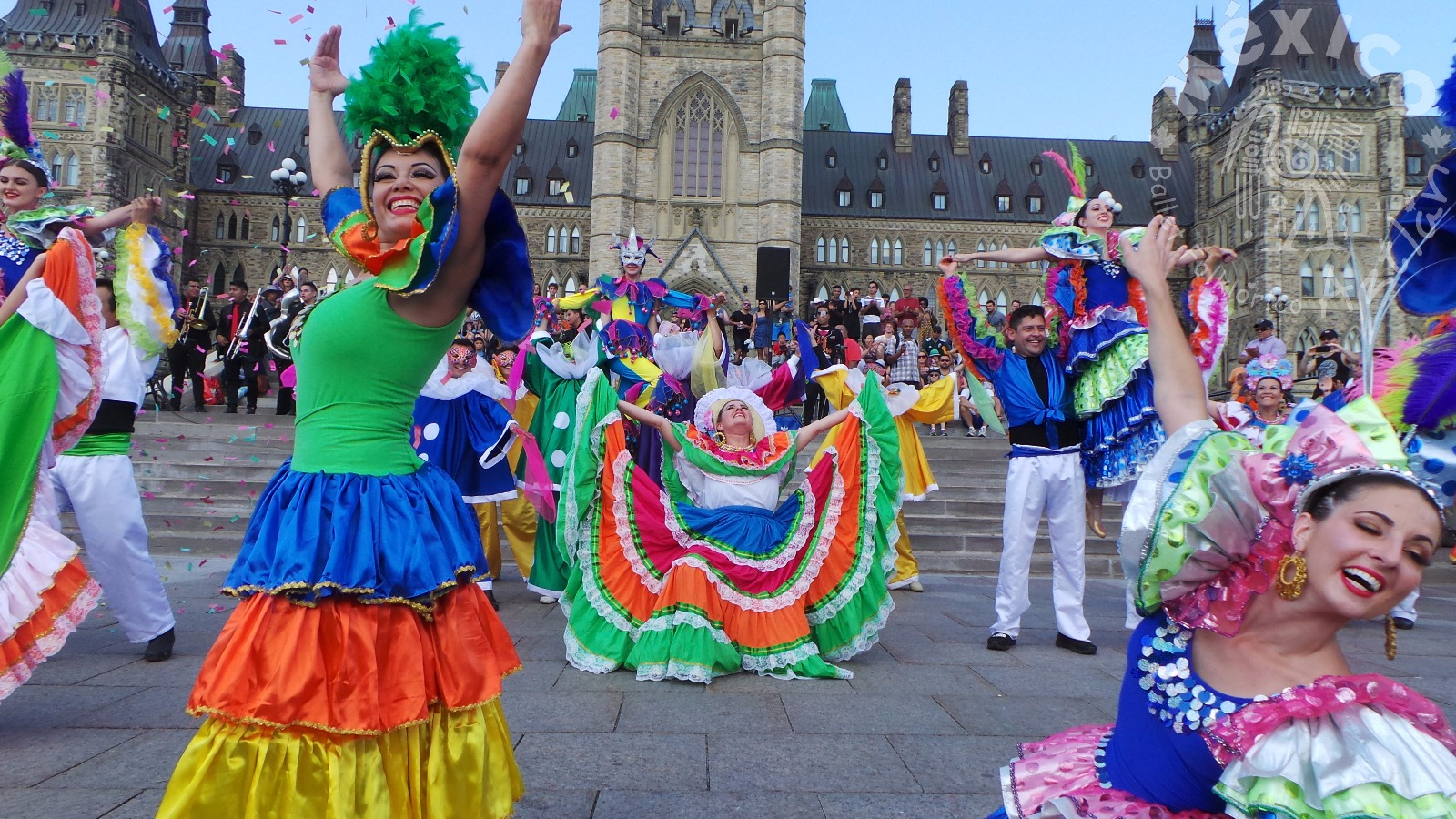
Carnaval de Sinaloa por el Ballet Aztlán en Ottawa, Canadá.

Los danzantes de Pascolas usan camisas y pantalones blancos y un pañuelo rojo llamado un paliacate ya sea alrededor del cuello o cubriendo parcialmente la cara. Una cinta atada alrededor de la cabeza con serpentinas o cintas que cuelgan de la parte posterior de la cabeza hasta la cintura. Los tobillos de los danzantes son cubiertos de conchas que se usan sonajas mientras danzan. Llevan pequeñas piezas de metal en sus manos que se golpean rítmicamente junto a la música que se reproduce en arpas y violines.

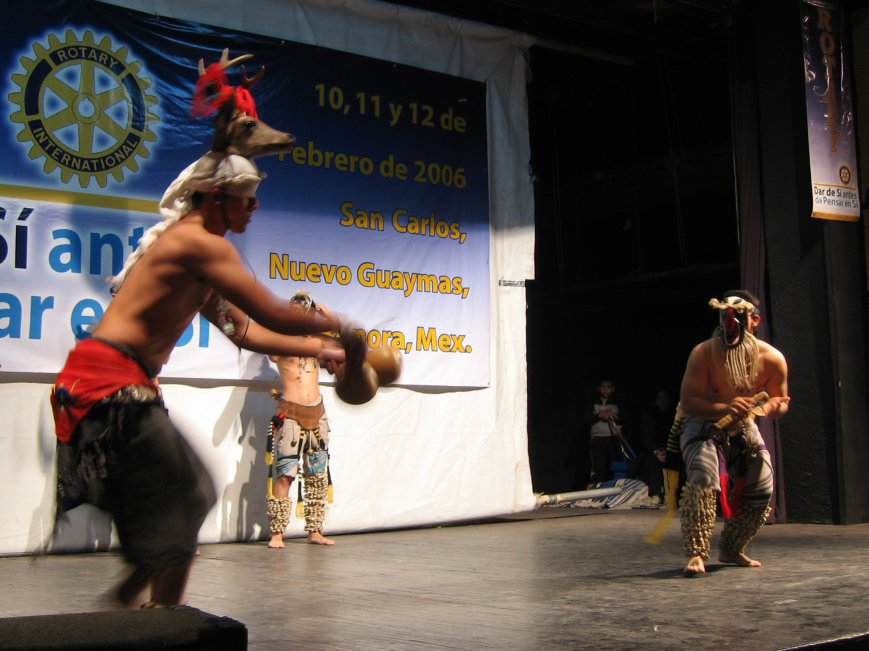
Danza del Venado

Otras danzas del norte incluyen Caballitos, Chicleros y Danza de Palma, en Nuevo León, el Son de Tzacan en San Luis Potosí y Los Pardos en Zacatecas.
La Danza del Venado se lleva a cabo en Sonora y Sinaloa, y en el extremo sur de Arizona por los yaquis y mayos. Este baile es el más asociado con la Cuaresma y Semana Santa de esos pueblos, cuando las creencias indígenas mezcladas con el catolicismo introducido en los siglos 17 y 18. La danza es parte de ceremonias destinadas a la renovación del mundo en primavera. Originalmente, la danza se realizaba la noche antes de la caza para asegurar el éxito, pero hoy en día es un medio para comunicarse con otros mundos. El danzante venado lleva un chal envuelto como una falda con un cinturón hecho tradicionalmente de pezuñas de venado. Él lleva una calabaza en cada mano y ata cascabeles a sus tobillos. Una cabeza de venado real o imitación se sujeta a la cabeza. Cintas rojas se enroscan alrededor de los cuernos para representar flores.

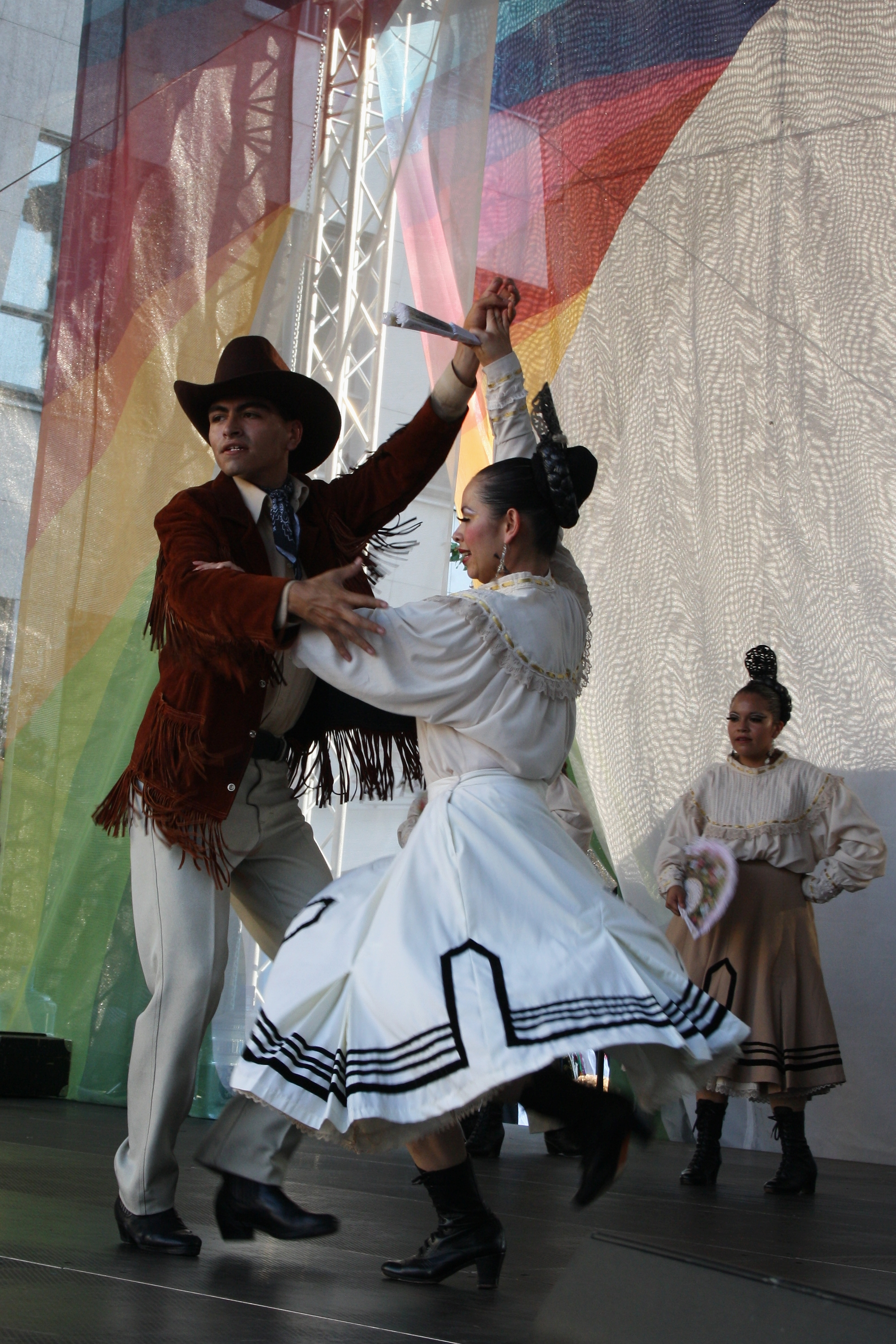
Baile Norteño en Nuevo Leon

La Banda Sinaloense o Tambora Sinaloense es un tipo de ensamble musical, de género musical tradicional y popular, el cual es culturalmente establecido a principios de los años veinte en el Estado de Sinaloa, región norte occidente de México. Es un género con remanentes europeos al estilo organológico de la fanfárria europea, interpreta un repertorio variado en las formas musicales, en el que predominan sones tradicionales, rancheras, corridos, polkas, valses, mazurcas, chotis, todo ello adaptado a la sensibilidad de los habitantes de esta región mexicana; además de música popular como balada romántica y Cumbia.
La música norteña es un género de música folclórica y popular de México, interpretado por un conjunto norteño, que consiste en una instrumentación de acordeón y bajo sexto (en algunas regiones conocida como fara-fara), con adición de contrabajo (conocido en México también como tololoche), también incluye tarola y ocasionalmente, saxofón. A menudo conjuntos más modernos suelen emplear batería y bajo eléctrico en lugar del tradicional contrabajo y tarola. Algunos de los grupos más conocidos de este género musical son: Ramón Ayala, Los Cadetes de Linares, los Tigres Del Norte, Los Invasores de Nuevo León, Carlos Y José, Grupo Pesado, Intocable, Los Huracanes Del Norte, Grupo Límite, Grupo Duelo y Los Tucanes de Tijuana. Su repertorio posee formas musicales cantadas e instrumentales que provienen tanto de la tradición musical mexicana (canción ranchera, corrido, bolero ranchero, huapango) como de la europea del siglo XIX (polca, chotis, redova) y colombiana como es la miniatura. Aunque originaria de áreas rurales del noreste de México, la música norteña es hoy sumamente popular tanto en áreas urbanas como rurales.
Polca en México 

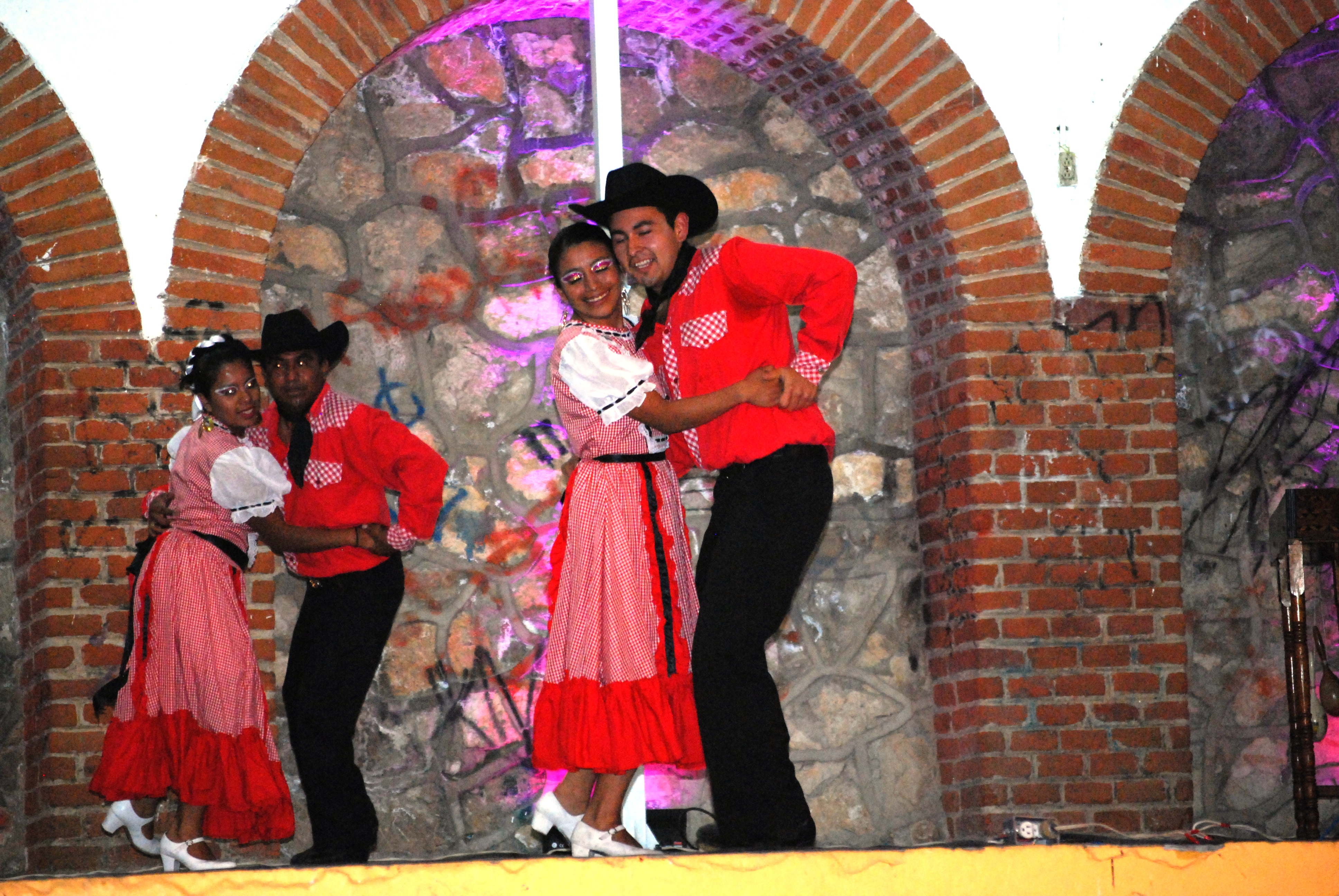

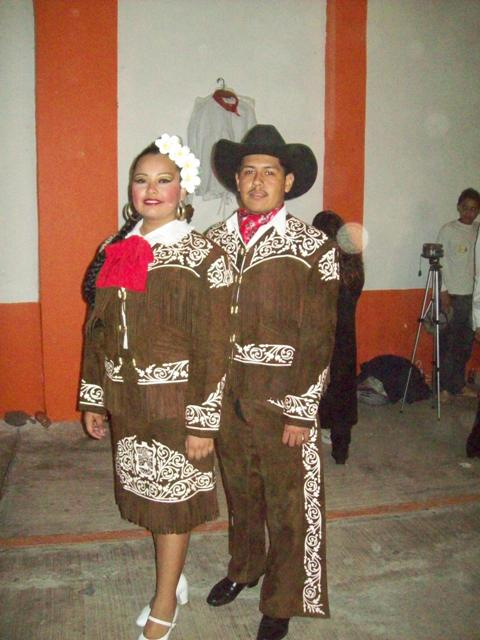
Vestido típico de la Polca mexicana

La polca Checoslovaca, la mazurca y redova Polacas, el chotis escocés, las cuadrillas Inglesas, y el vals Austriaco fueron llevados a México en calidad de Bailes de Salón a mediados del siglo XIX, principalmente en el norte y noreste de México donde la polca es parte de la música tradicional y fue adoptada por los habitantes de dicha región, siendo parte de su folclor. A finales del siglo XIX había una gran cantidad de composiciones locales, inspiradas en estos ritmos; al extenderse la llama revolucionaria por el norte del país, tanto la polca como el corrido se convirtieron en efectivos periódicos musicales, la mayoría de las polcas y corridos revolucionarios tomaron nombres de soldaderas famosas: Adelita, Marieta, Juana Gallo, Rielera, Revolcada, Jesusita, etc. El baile sin dejar de ser de salón (Por parejas). En la actualidad son muchas las polcas, entre las que se numeran: “El Aguacero”, “El Rancho”, “Carreta”, los pasos son muy movidos, se ejecutan en forma de galope de tiempo en tiempo. El galope se interrumpe para cambiar de paso y de evoluciones.

### Bailes en el sur de México

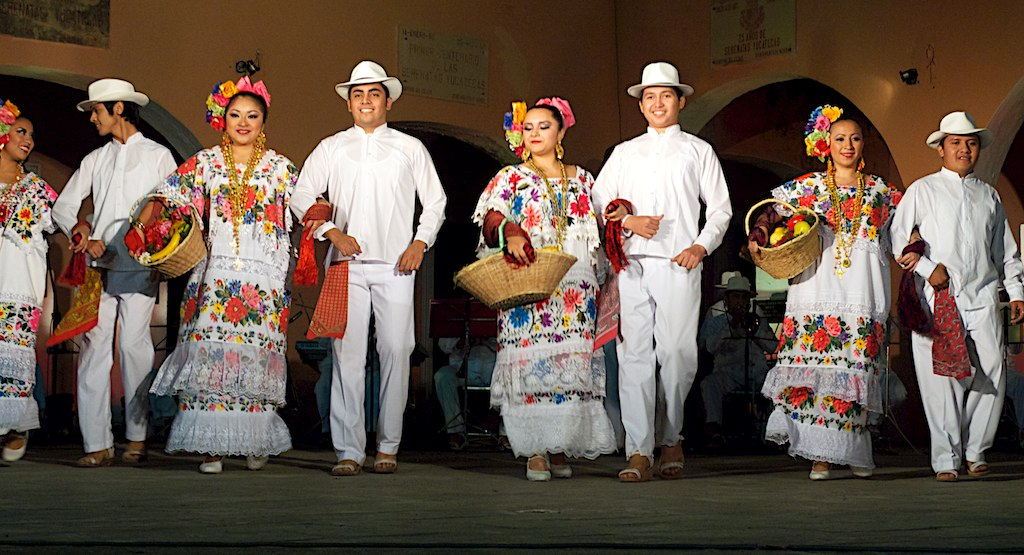
Jarana yucateca

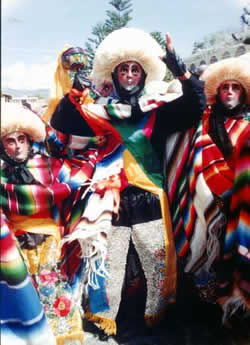
Parachicos

La danza de los Parachicos se lleva a cabo durante la "Gran Fiesta" en enero de cada año en Chiapa de Corzo, Chiapas. Durante varias semanas, estas danzas salen a la calle cada día para honrar a un número de santos católicos, especialmente San Sebastián. Los danzantes usan máscaras de madera talladas, con un penacho hecho de ixtle, un sarape, un cahl bordado y cintas multicolores, llevando maracas. Ellos son dirigidos por un "patrón que lleva una guitarra, toca la flauta y lleva un látigo. Tamborileros proporcionan ritmo. La danza ha sido nombrada Patrimonio Cultural Inmaterial de la Humanidad.
Cochino se nombra debido a la cabeza de un cerdo que es decorada y llevada como parte del evento. La cabeza se adorna con flores y rollos de papel de colores, pájaros de papel, muñecas de trapo, y dulces. La boca tiene un rollo con el nombre de la persona que así recibirá la cabeza. La cabeza es llevada en un plato grande, decorado por las mujeres que bailan y chasquean sus labios para indicar lo delicioso que el animal es. Esta danza se realiza generalmente en la región de Yucatán.
Un gran número de danzas se realizan en Oaxaca, especialmente a lo largo de la costa. Estos incluyen el Chareos, Danza de la Pluma (la versión zapoteca de La Conquista), Danza de las Mascaritas, Tejoneros, Tenjorones, Danza del Tigre, Toro de Petate y Danza de Tortuga.

### Bailes en el oeste de México

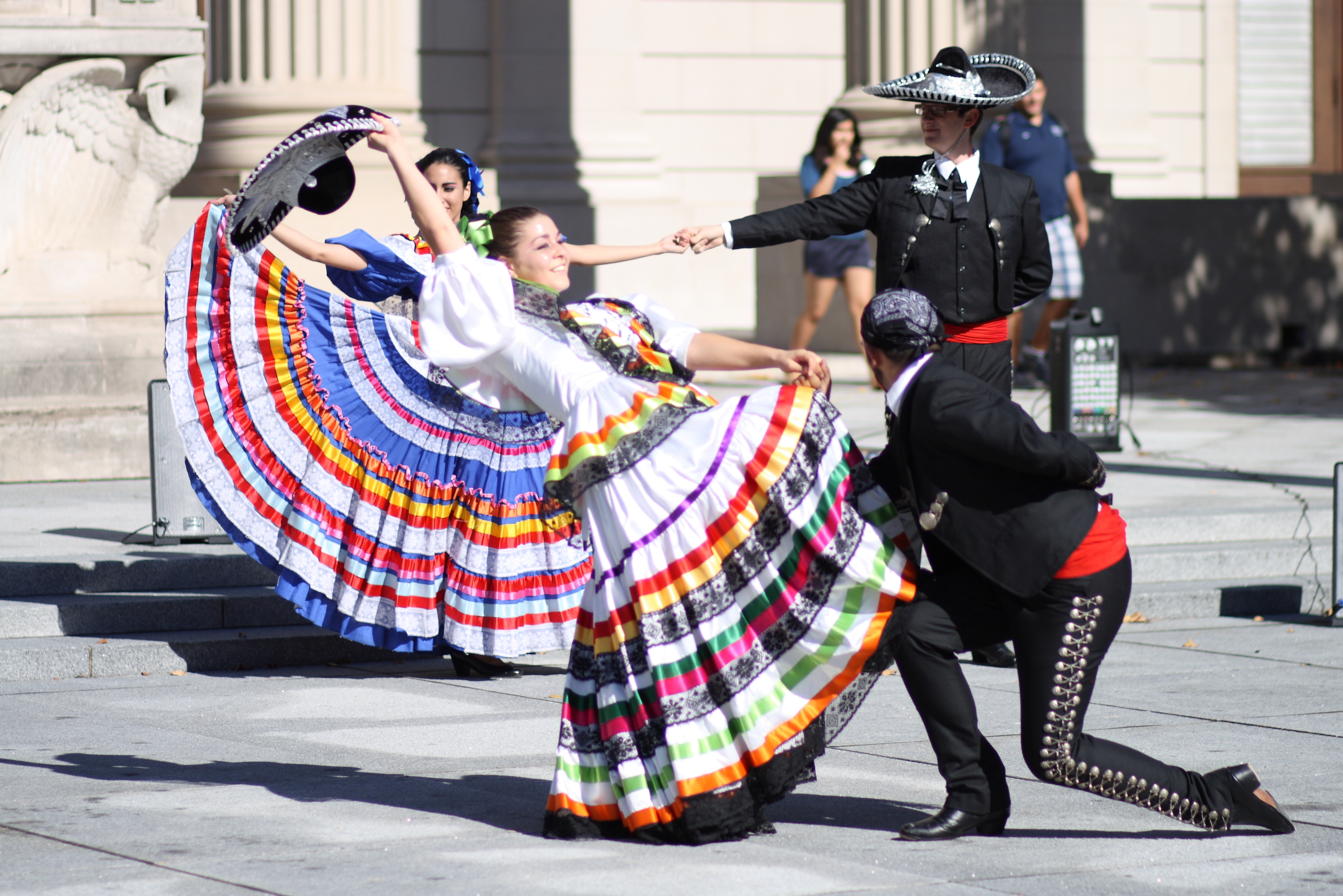
Jarabe

El Jarabe se considera el "baile nacional" de México y es el más conocido fuera del país, a menudo llamado el "Mexican Hat Dance" en Inglés. La danza se realizó por primera vez oficialmente en 1790 en el Teatro Coliseo en la Ciudad de México. Durante la década de 1860, y fue de moda en la alta sociedad. La danza simboliza el cortejo de una mujer por un hombre, que al principio se niega, pero al final acepta. Los dos protagonistas son por lo general un hombre en un traje de charro y una mujer con un traje de "China Poblana". Fue popularizado internacionalmente en el siglo XX por la bailarina rusa Anna Pavlova, que visitó México en 1919. Ella hizo el baile parte de su repertorio permanente. La forma actual del baile surgió a nivel nacional durante la Revolución Mexicana, aunque existían varias danzas "el jarabe" antes de este tiempo, como el Jarabe Jalisco, el Jarabe Atole y el Jarabe Moreliana. El traje de charro es la tradición de vaquero de México y el traje de china poblana se basa en el vestido de una mujer asiática que se hizo famoso en la ciudad de Puebla en el periodo colonial. Hoy en día, esta vestimenta, sobre todo la falda, está muy decorada con temas patrióticos.

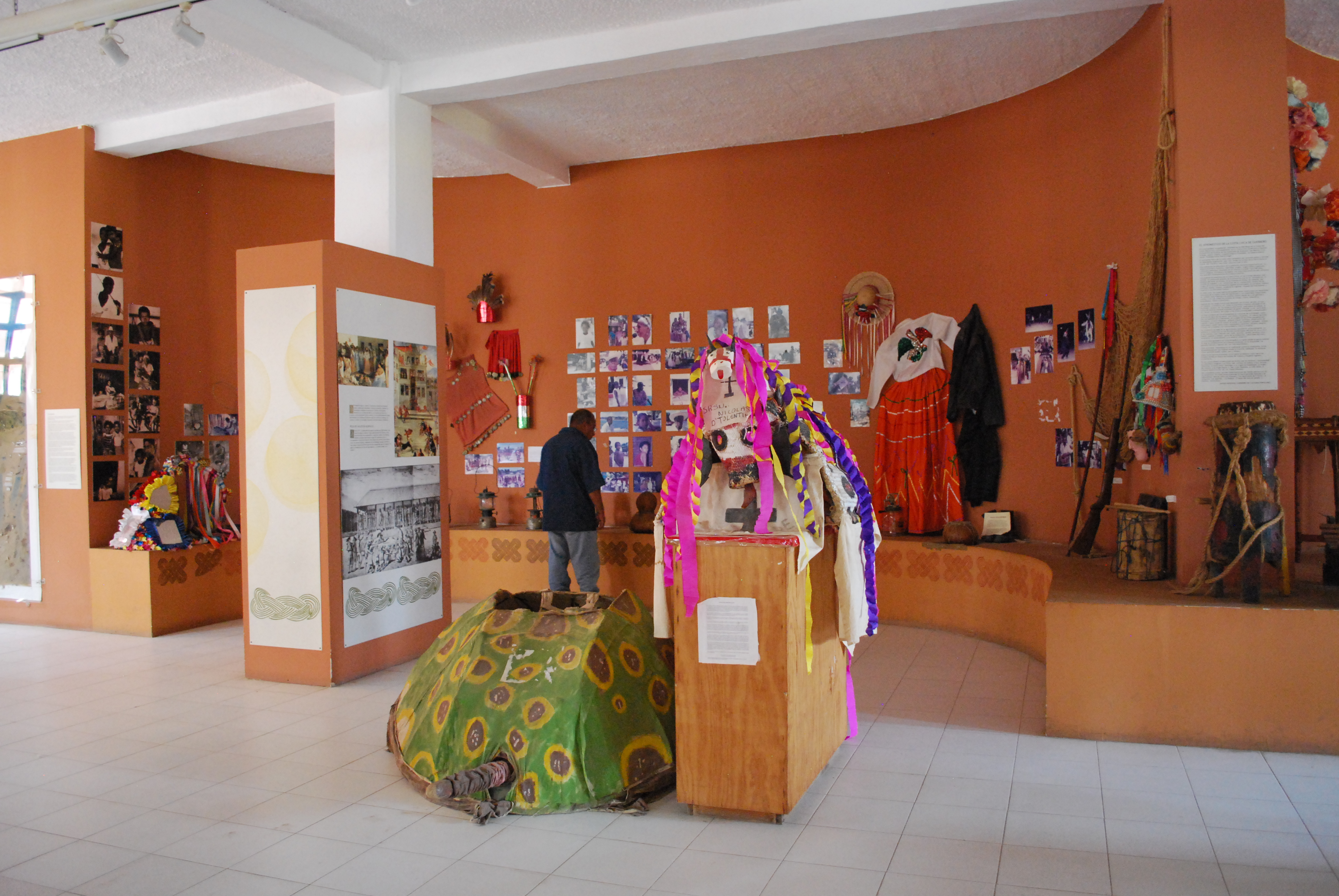
Marcos usados en las danzas Tortugas Fernando Ontiveros Velázquez Toro de Petate en el Museo de las Culturas Afromestizas in Cuajinicuilapa Guerrero

Muchos bailes notables se encuentran en el estado de Guerrero. Los tres bailes más comunes de la costa de Oaxaca y Guerrero son la Diablada, la Danza Tortuga y el Toro de Petate, todos los cuales están vinculados a las comunidades afro-mexicanas de la zona. Los primeros tres contienen características que sólo se encuentran en esta región y en ninguna otra parte en México y que incluyen la violencia e incluso oberturas sexuales. Los personajes principales, diablos, tortugas y toros representados por los que usan las máscaras, son criaturas míticas que bailan en las calles junto a los humanos que, los retan o los someten. Otras danzas afro-mexicano importantes son la Danza Tigre las Tejorones.
Los Chivos es otra danza realizada en Guerrero. Los danzantes hacen movimientos relacionados con los de los chivos acompañados por cajas de madera utilizadas como tambores y un instrumentos elaborados a partir de la mandíbula de asno, que se pone en la cara con un palo de madera. Los danzantes usan máscaras de madera de color rojo con cuernos de venado cubiertos de serpentinas y flores de papel, junto con faldas que llegan a las rodillas. Machomula se refiere a la cabeza de un caballo de madera que es fundamental para la danza realizada en la Costa Chica de Guerrero. La noche antes de un festival, esta cabeza es llevada sobre vigas toda la noche, mientras los hombres cantan ya veces realizan parodias. En el día de la fiesta, forman una procesión con el guardián de la cabeza del caballo en frente en un caballo de madera. Pescados se realiza mayormente en Guerrero por los participantes que actúan como los pescadores con redes y con los que hacen el papel de los peces son identificados por pequeños peces de madera que cuelgan de sus hombros. Hay otro personaje que es un lagarto, que se cubre con un marco de madera que se abre y cierra su boca. También lleva un poco de alambre de púas que se utiliza para tratar de golpear a los pescadores. Es similar a la danza de Tortuga. Tecuanes proviene del náhuatl que significa tigres. Esta danza es la única que cuenta con este animal. En esta danza, el animal persigue a los niños y es luego perseguido por los hombres, que llevan máscaras, botas o chaparreras y grandes sombreros. Ellos llevan látigos que utilizan para golpear al tigre que lleva relleno para no sentir los golpes. La danza es muy similar a Tlacololeros en sus movimientos. Ambas se realizan en Guerrero.

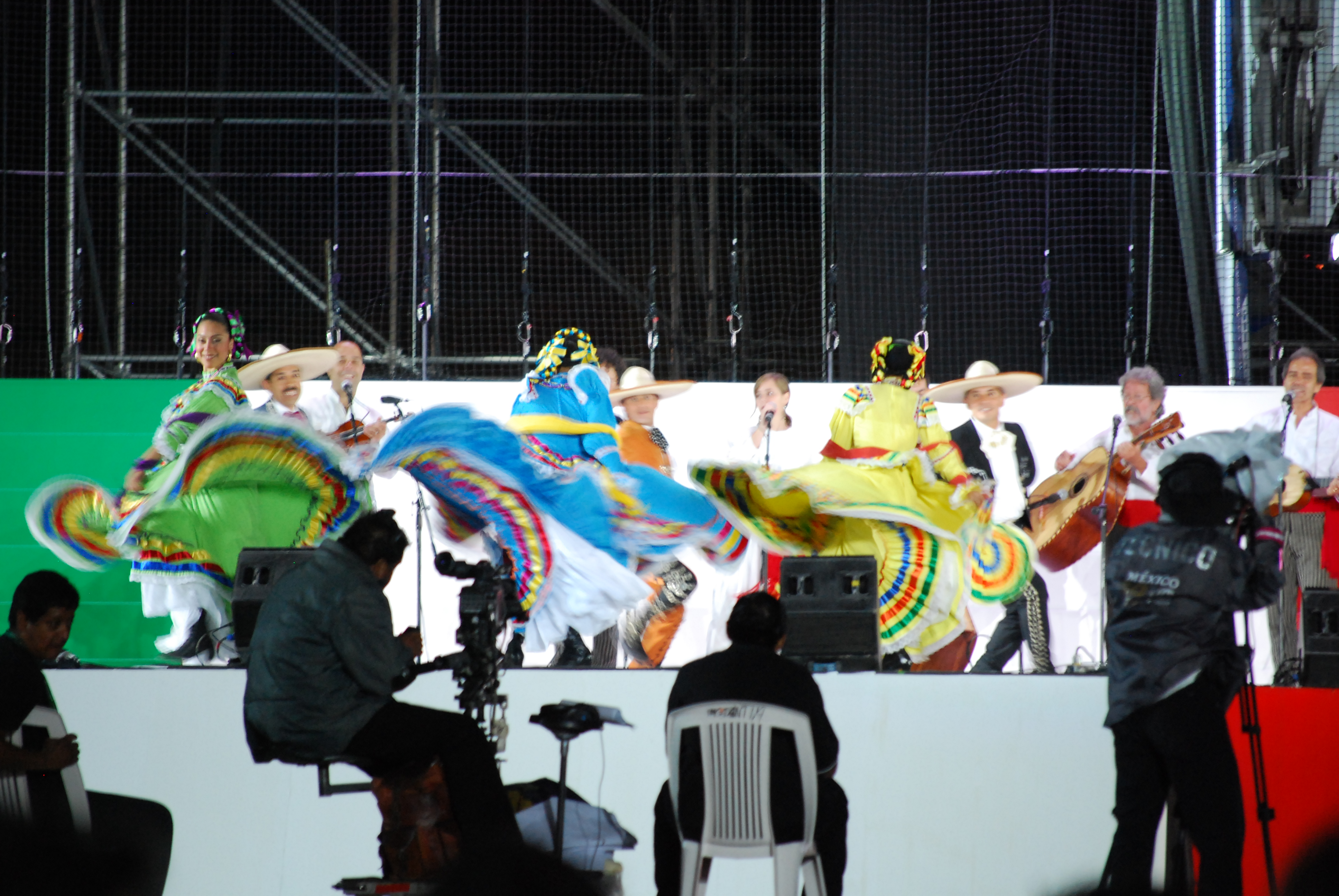
Ballet folklórico en el Bicentenario de la Independencia de México

Los Mudos toma su nombre debido al hecho de que a los participantes se les prohíbe hablar durante la ceremonia y, en algunos casos durante todo el festival. El traje es femenino en su apariencia usando pelucas rústicas hechas de fibras de maguey trenzadas con cintas de muchos colores. Esta danza es común entre los nahuas de Guerrero.
Paixtles es una de las pocas danzas prehispánicas que permanece libre de la influencia europea, en su mayoría realizada en Jalisco y Nayarit. Los participantes se cubren con el musgo que cuelga de los árboles de ciprés Montezuma y llevan varas que tienen la cabeza de un ciervo en un extremo. Se acompañan con maracas. Los bailarines usan máscaras para cubrir la cara y las cintas que cuelgan de la cabeza.
Otras danzas importantes incluyen: La Judea, bailada por los coras durante la Semana Santa en Nayarit; Sonajeros, bailada en el sur de Jalisco; y la Danza de los Cúrpites.

## Muestra de nuestro gran folklore
Las bellas danzas de México tienen sus raíces en las culturas ancestrales y podemos encontrar danzas rituales o mestizas en casi todos los rincones del país.
Nuestras tradiciones se encuentran presente en nuestro alrededor y algunos de esos son:
- Flor de Piña
- Danza de la Pluma
- Zandunga
- De los parachicos
- Danza del Venado
- Jarabe Tapatío
- Danza de los Concheros
- Huapango
- Danza de los Viejitos
- Chinelos[19]

## Bailes mestizos
El baile mestizo es muy común, en aquellas regiones donde distintas culturas o etnias se han mezclado, como en México o América Latina, donde la influencia no solo española sino también africana, dio a lugar una rica y amplia variedad de bailes mestizos, que actualmente se identifican plenamente con esos países.
El baile mestizo es entonces, una expresión de la mezcla cultural e inclusive una forma de celebrar la diversidad. Su presencia en la vida cotidiana de las personas representa una manera divertida de conectarse a distintas culturas y tradiciones, fusionadas en baile estimulante o 'sabroso', que posee ritmos y movimientos variados, sin olvidar el contexto histórico de cada región.